# Gato
O gato (nome científico: Felis silvestris catus) ou gato doméstico é um mamífero carnívoro da família dos felídeos, muito popular como animal de estimação. Ocupando o topo da cadeia alimentar, é predador natural de diversos animais, como roedores, pássaros, lagartixas e alguns insetos. Segundo pesquisas realizadas por instituições norte-americanas, os gatos consistem no segundo animal de estimação mais popular do mundo, estando numericamente atrás apenas dos peixes de aquário. Consta em trigésimo nono na lista das 100 das espécies exóticas invasoras mais daninhas do mundo da União Internacional para a Conservação da Natureza (UICN).
A primeira associação dos gatos com os humanos da qual se tem evidência ocorreu há cerca de 9 500 anos, período mais antigo ao estimado anteriormente, que oscilava entre 3 500 e 8 000 anos. A subfamília dos felíneos (Felinae), que agrupa os gatos domésticos, surgiu há cerca de 12 milhões de anos, expandindo-se a partir da África subsaariana até alcançar as terras do atual Egito. Acredita-se que o gato-selvagem-africano (Felis silvestris lybica) era seu antepassado imediato. Adicionalmente, evidências genéticas assinalam que os gatos domésticos atuais partilham procedência direta com os gatos selvagens do Oriente Médio.
Existem atualmente cerca de 250 raças de gatos domésticos. Por apresentarem com pesos médios variáveis entre 2,5 a 12 quilos, a espécie é classificada na categoria de animal doméstico de pequeno a médio porte. Assim como ocorre com algumas raças de cães que apresentam esta mesma faixa de peso, o gato doméstico pode viver entre quinze e vinte anos. Dados censitários apontam que nos Estados Unidos existem mais gatos domésticos do que cachorros. Estimativas recentes indicam que, em breve, o Brasil terá a mesma característica, passando a ter maior população felina do que canina em suas residências.
Devido à sua personalidade independente, tornou-se animal de companhia em diversos lares ao redor do mundo, agradando pessoas dos mais variados estilos de vida. Na cultura humana, figura da mitologia às superstições, passando por personagens de desenhos animados, tiras de jornais, filmes e contos de fadas. Entre suas mais conhecidas representações estão Tom, O Gato de Botas, Garfield, Frajola etc.

## Nome
A palavra portuguesa gato deriva da palavra latina tardia cattus, que foi usada pela primeira vez no início do século VI. Foi sugerido que cattus é derivado de um precursor egípcio do copta ϣⲁⲩ šau, "gato macho", ou sua forma feminina com o sufixo -t. A palavra latina tardia pode ser derivada de outra língua afro-asiática ou nilo-saariana. A palavra núbia kaddîska ("gato selvagem") e nobiim kadīs são possíveis fontes ou cognatos. No entanto, é "igualmente provável que as formas possam derivar de uma antiga palavra germânica, importada para o latim e daí para o grego, siríaco e árabe". A palavra pode ser derivada de línguas germânicas e do norte da Europa e, finalmente, ser emprestada do urálico, cf. lapão setentrional gáđfi, "arminho fêmea", e húngaro hölgy, "senhora, arminho fêmea"; do proto-urálico *käďwä, "fêmea (de um animal peludo)".

## Taxonomia
O gato doméstico foi denominado Felis catus por Carlos Lineu na sua obra Systema Naturae, de 1758. Felis catus domesticus foi proposto por Johann Christian Polycarp Erxleben em 1777. O Felis daemon proposto por Konstantin Alexevich Satunin em 1904 era um gato preto da Transcaucásia, mais tarde identificado como um gato doméstico. Johann Christian Daniel von Schreber chamou o gato-bravo de Felis silvestris, em 1775. Pelas regras de prioridade do Código Internacional de Nomenclatura Zoológica, o nome da espécie deveria ser Felis catus. Na opinião n.º 2 027, publicada no Volume 60 (Parte I) do Bulletin of Zoological Nomenclature (31 de março de 2003), a Comissão Internacional de Nomenclatura Zoológica confirmou a utilização de Felis silvestris para denominar o gato-bravo e Felis silvestris catus às subespécies domesticadas. Em 2007, foi considerada subespécie, F. silvestris catus, do gato-bravo após resultados de pesquisas filogenéticas. Não é incomum, aliás, o cruzamento entre gatos domésticos e bravos, formando espécimes híbridos. Em 2017, a Força-Tarefa de Classificação de Gatos da União Internacional para a Conservação da Natureza (UICN / IUCN) seguiu a recomendação da Comissão Internacional de Nomenclatura Zoológica em considerar o gato doméstico como espécie distinta, Felis catus.

## História e domesticação

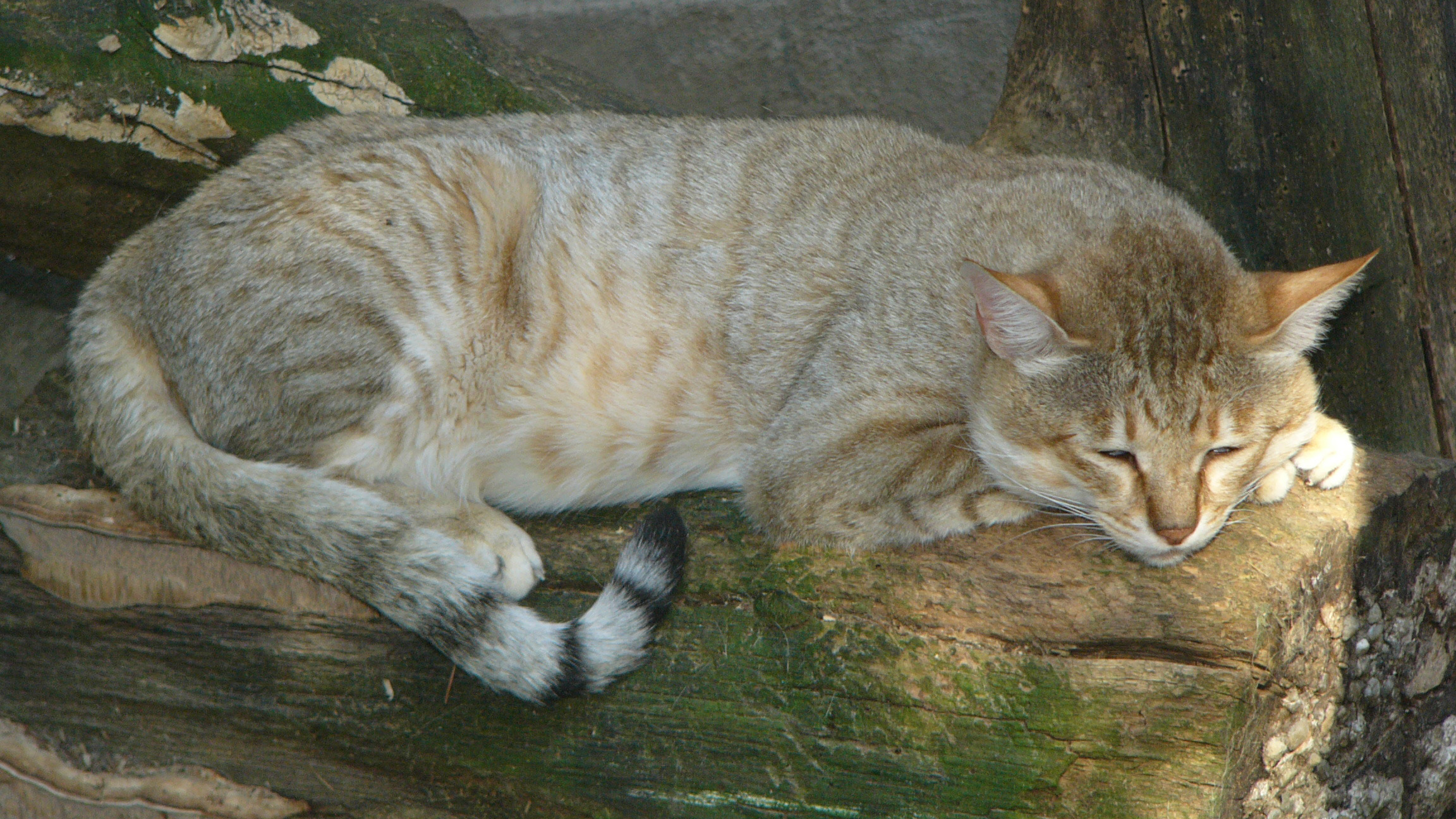
Gato-selvagem-africano (Felis silvestris lybica), uma das mais antigas evidências da associação entre homens e gatos

Os gatos, assim como todos os felinos, originaram-se da evolução de Miacis, um mamífero predador, que habitou a Terra no Paleoceno, há aproximadamente 55 milhões de anos, época em que surgiram os mais antigos mamíferos carnívoros. O mais antigo felino identificado por meio de fósseis é o Dinictis, datado de 37 milhões de anos, do qual derivou Proailurus, ancestral comum de todas as espécies de gatos atuais, o qual viveu há aproximadamente 20 milhões de anos.
Os gatos domésticos são membros da família dos felídeos (Felidae), que apresentava Proilurus como ancestral em comum há cerca de 10 ou 20 milhões de anos. O gênero Felis, ao qual pertencem os gatos, divergiu geneticamente dos felídeos há 6 ou 7 milhões de anos. Este gênero inclui diversas subespécies de gato-bravo, incluindo o gato-selvagem-africano (Felis silvestris lybica), entre outros. Os resultados da pesquisa filogenética confirmam que as espécies selvagens de Felis evoluíram por meio de especiação simpátrica ou parapátrica, enquanto o gato doméstico evoluiu por meio de seleções artificiais empreendidas por antigas sociedades humanas. O gato domesticado e seu ancestral selvagem mais próximo são diploides e ambos possuem 38 cromossomos e aproximadamente 20 mil genes. O gato-leopardo (Prionailurus bengalensis) foi domesticado de forma independente na China por volta de 5 500 a.C.. Esta linhagem de gatos parcialmente domesticados não deixa vestígios nas populações de gatos domésticos de hoje.

### Domesticação

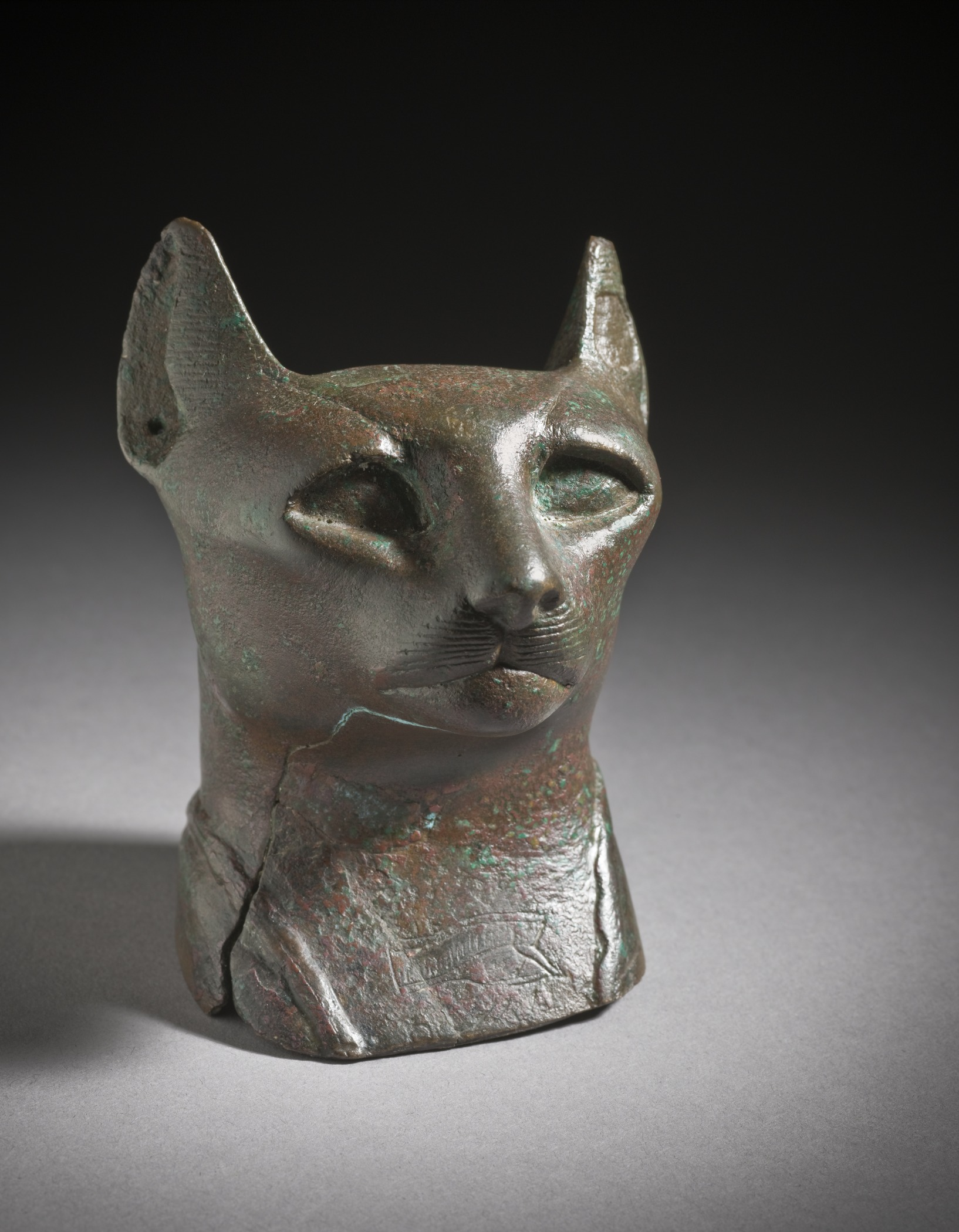
Máscara da múmia de um gato do Antigo Egito

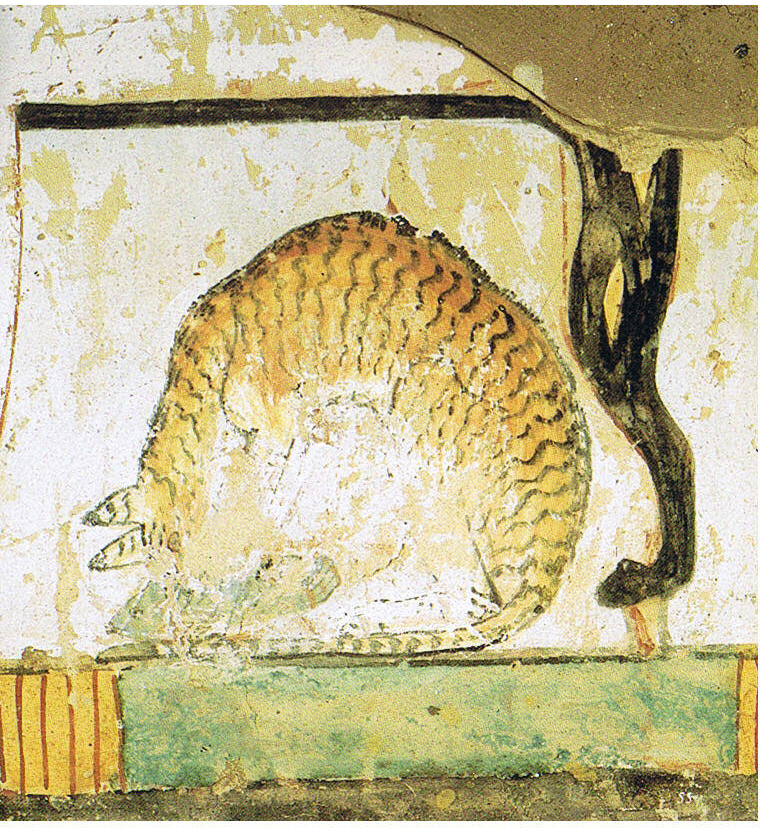
Um gato comendo um peixe debaixo de uma cadeira, um mural em uma tumba egípcia datada do século XV a.C.

Os gatos domésticos atuais são uma adaptação evolutiva dos gatos-bravo, com cruzamentos entre diferentes espécimes os tornaram menores e menos agressivos aos humanos. A primeira indicação conhecida à domesticação de um gato-selvagem-africano (F. lybica) foi escavada perto de uma sepultura neolítica humana em Silurocambo, ao sul de Chipre, datando de cerca de 7 500–7 200 a.C.. Uma vez que não há evidências de fauna nativa de mamíferos em Chipre, os habitantes desta aldeia neolítica provavelmente trouxeram o gato e outros mamíferos selvagens à ilha do Oriente Médio continental. Quando as populações humanas deixaram de ser nômades, a vida das pessoas passou a depender substancialmente da agricultura. A produção e armazenamento de cereais, porém, acabou por atrair roedores. Foi neste momento que os gatos vieram a fazer parte do cotidiano do ser humano. Os cientistas, portanto, assumem que os gatos-selvagens-africanos foram atraídos aos primeiros assentamentos humanos no Crescente Fértil por roedores, em particular o rato-doméstico (Mus musculus), e foram domesticados por agricultores neolíticos. Por possuírem forte instinto caçador, esses animais espontaneamente passaram a viver nas cidades e exerciam importante função na sociedade: eliminar os ratos e camundongos, que invadiam os silos de cereais e outros lugares onde eram armazenados os alimentos. Essa relação mútua entre os primeiros fazendeiros e os gatos domesticados durou milhares de anos. À medida que as práticas agrícolas se espalharam, também se espalharam os gatos mansos e domesticados. Os gatos selvagens do Egito contribuíram posteriormente para o fundo genético materno do gato doméstico.
Registros encontrados no Egito Antigo, como gravuras, pinturas e estátuas de gatos, indicam que a relação desse animal com os egípcios data de pelo menos 5 mil anos. Elementos encontradas em escavações indicam que, nessa época, os gatos eram venerados e considerados animais sagrados. Bastete, a deusa da fertilidade e da felicidade, considerada benfeitora e protetora do homem, era representada na forma de uma mulher com a cabeça de um gato e frequentemente figurava acompanhada de vários outros gatos em seu entorno. Na verdade, o amor dos egípcios por esse animal era tão intenso que havia leis proibindo que os gatos fossem "exportados". Qualquer viajante que fosse encontrado traficando um gato era punido com a pena de morte. Quem matasse um gato era punido da mesma forma e, em caso de morte natural do animal, seus donos deveriam usar trajes de luto. Ao chegarem à Pérsia antiga, também passaram a ser venerados. Ali havia a crença de que, quando maltratados, corria-se o risco de estar maltratando um espírito amigo, criado especialmente para fazer companhia ao homem durante sua passagem na Terra.
A evidência mais antiga conhecida para a ocorrência do gato doméstico na Grécia data de cerca de 1 200 a.C.. Comerciantes gregos, fenícios, cartagineses e etruscos introduziram gatos domésticos no sul da Europa. Durante o Império Romano, foram introduzidos na Córsega e na Sardenha antes do início do primeiro milênio. Por volta do século V a.C., eram animais familiares em torno dos assentamentos na Magna Grécia e na Etrúria. No final do Império Romano do Ocidente, no século V, a linhagem do gato doméstico egípcio chegou a um porto do mar Báltico, no norte da Alemanha.

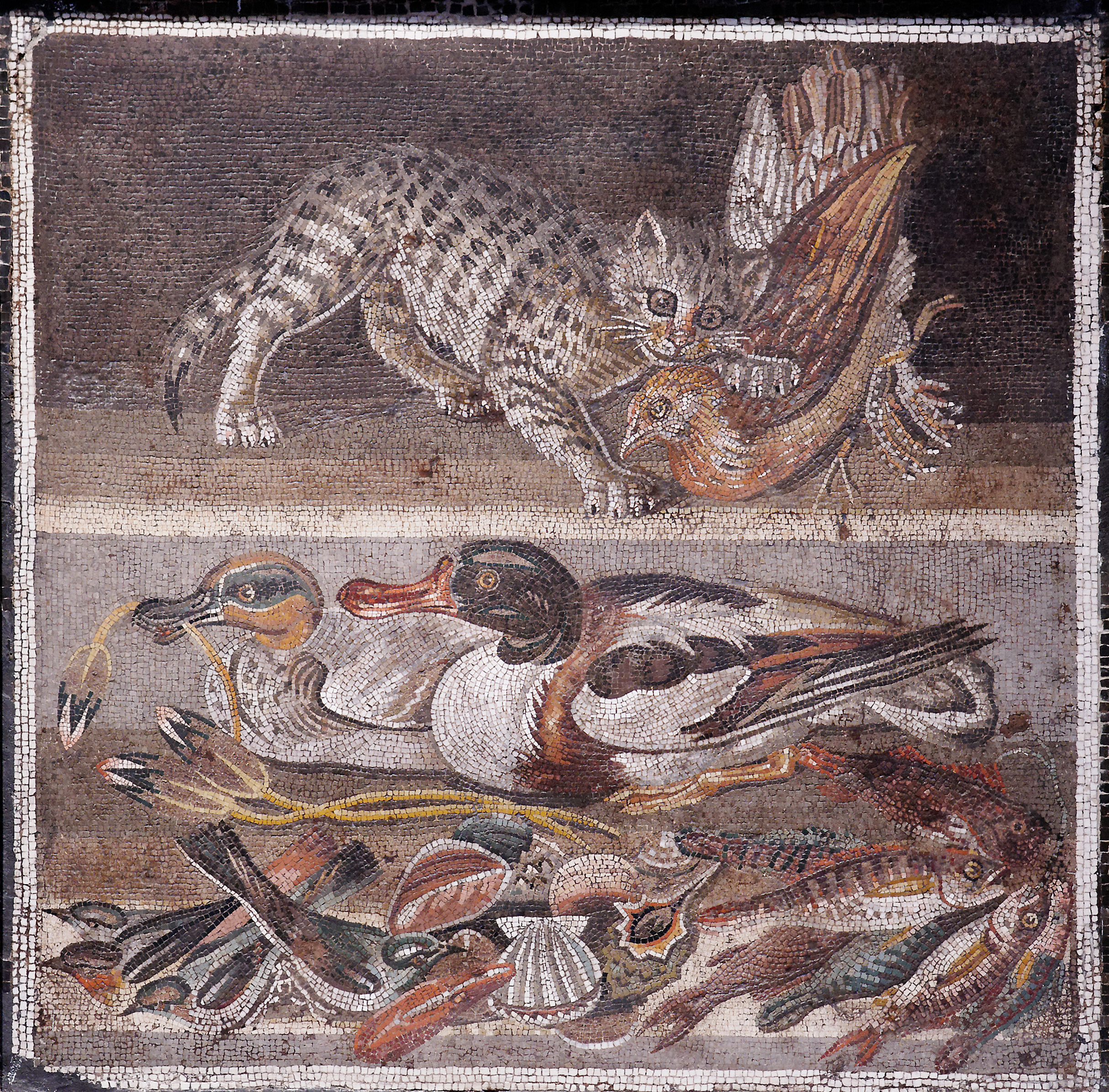
Mosaico de um gato matando um perdiz na Casa do Fauno, em Pompeia

Durante a domesticação, os gatos sofreram apenas pequenas mudanças na anatomia e no comportamento, e ainda são capazes de sobreviver na natureza. Vários comportamentos e características naturais dos gatos selvagens podem tê-los pré-adaptados à domesticação como animais de estimação. Essas características incluem seu tamanho pequeno, natureza social, linguagem corporal óbvia, amor por brincadeiras e inteligência relativamente alta. Espécimes do gênero Leopardus em cativeiro também podem exibir comportamento afetuoso em relação aos humanos, mas não foram domesticados. Gatos domésticos geralmente acasalam com gatos selvagens. A hibridação entre espécies domésticas e outras espécies de felíneos (Felinae) também é possível, produzindo híbridos como o gato de Kellas na Escócia. O desenvolvimento de raças de gatos começou em meados do século XIX. Uma análise do genoma do gato doméstico revelou que o genoma ancestral do gato selvagem foi significativamente alterado no processo de domesticação, pois mutações específicas foram selecionadas para desenvolver raças de gatos. A maioria das raças são baseadas em gatos domésticos criados aleatoriamente. A diversidade genética dessas raças varia entre as regiões e é menor em populações de raça pura, que apresentam mais de 20 distúrbios genéticos deletérios.

### Difusão mundial

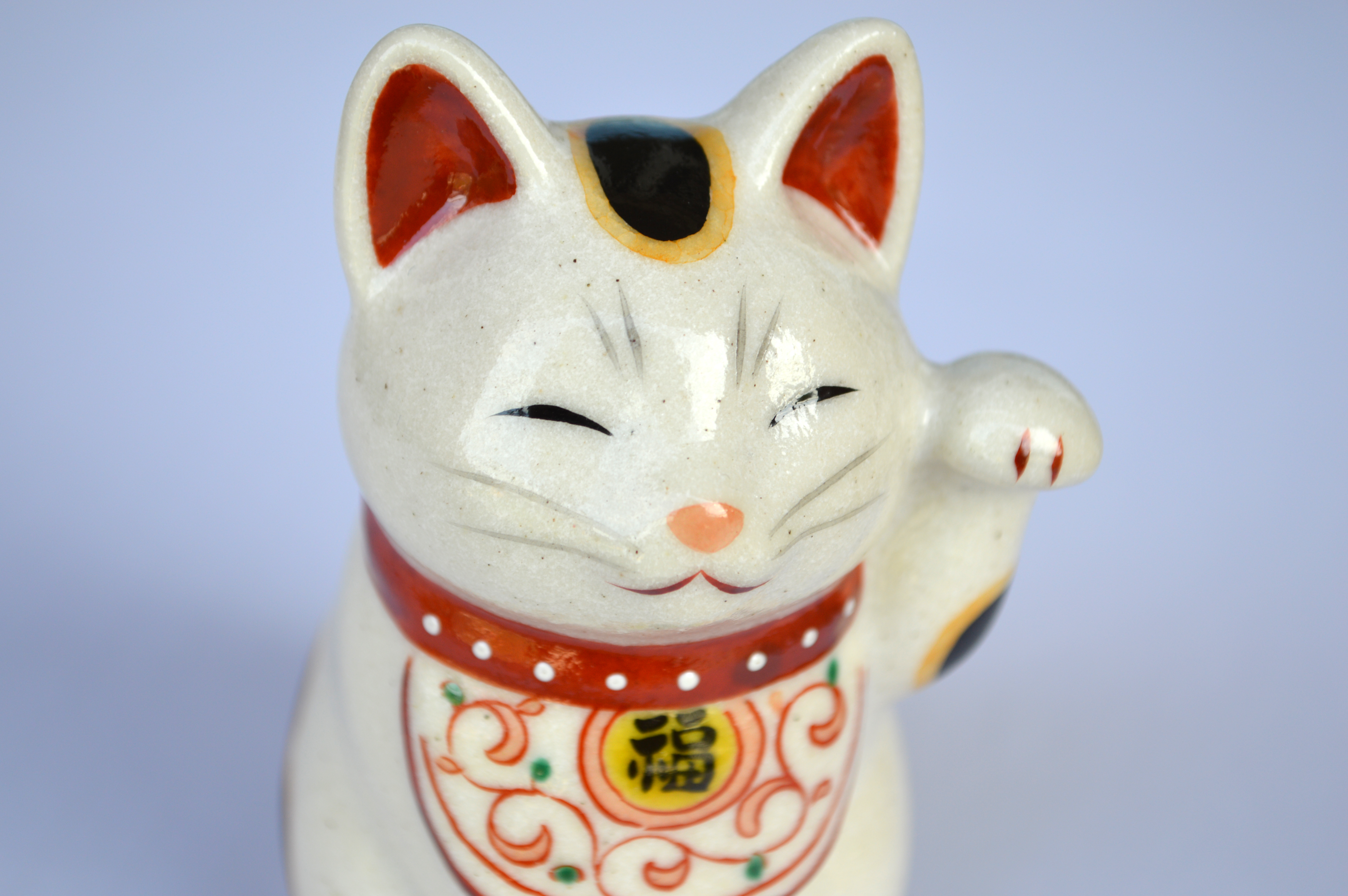
Um Maneki Neko do Japão

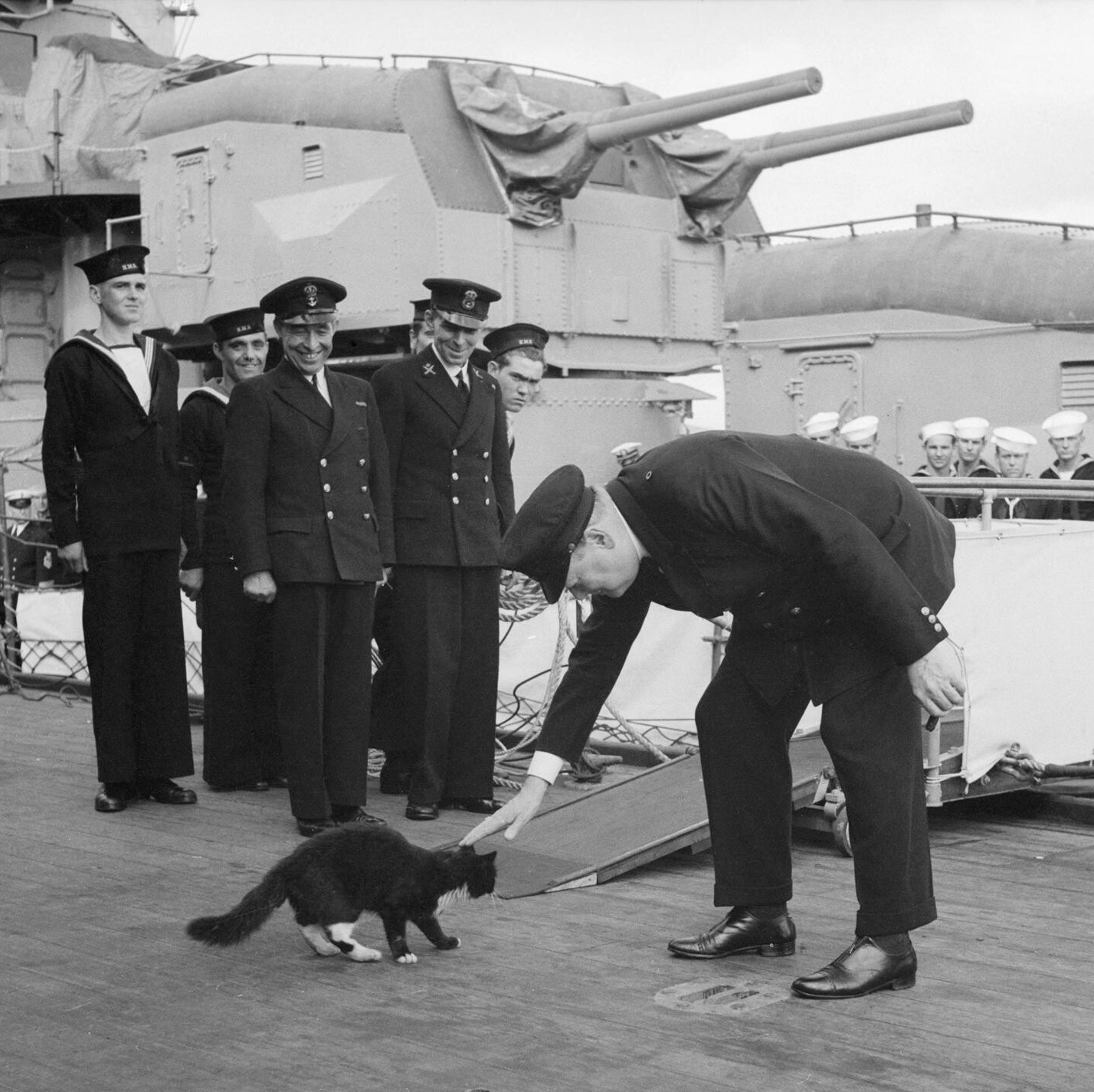
Winston Churchill afaga o mascote do navio HMS Prince of Wales (53), agosto de 1941

Devido ao fato de serem exímios caçadores e auxiliarem no controle de pragas, por muitos séculos os gatos tiveram posição privilegiada na Europa cristã. Porém, no início da Idade Média, a situação mudou: gatos foram acusados de estarem associados a maus espíritos e, por isso, muitas vezes foram queimados juntamente com as pessoas acusadas de bruxaria. Até hoje, ainda existe o preconceito de que as bruxas têm um gato preto de estimação, sendo esse animal associado aos mais diversos tipos de sortilégios; dependendo da região, porém, podem ser considerados animais que trazem boa sorte. São comuns histórias de sorte e azar associadas aos animais dessa cor. Ao fim da Idade Média, a aceitação dos gatos nas residências teve novo impulso. Com o passar do tempo, a visão mística e preconceituosa vinculada às crendices em bruxaria perdeu lugar para o prazer advindo da domesticação desses pequenos animais. A capacidade de associar independência e sociabilidade fez com que os gatos ganhassem o status de desejáveis animais de companhia e, ao mesmo tempo, passassem a ser parte integrante dos grupos familiares. Em diversos textos literários e acadêmicos esse animal é descrito como portador de inúmeras virtudes, as quais os colocam numa posição privilegiada perante à sociedade humana.
O fenômeno relacionado à aceitação dos felinos após o fim da Idade Média também se estendeu às embarcações, nas quais passou a ser muito comum aos navegadores terem gatos como mascotes. Conhecidos como gatos de navios, esses animais assumiam também a função de controlar a população de roedores a bordo da embarcação. Com o passar do tempo, muitos gatos passaram a ser considerados animais de luxo, ganhando uma boa posição do ponto de vista social, sendo até utilizados como "acessórios" em eventos sociais pelas damas. Nessa época, o gato começou a passar por melhoramentos genéticos para exibição em exposições, dando origem a criação de raças puras, com pedigree. Uma das primeiras raças criadas para essa finalidade foi a persa, que ficou conhecida após sua introdução no continente europeu, realizada pelo viajante italiano Pietro Della Valle. A primeira grande exposição de gatos aconteceu em 1871, na cidade de Londres, Reino Unido. A partir desse momento, o interesse em se expor gatos desenvolvidos dentro de certos padrões propagou-se por toda a Europa.

## Descrição

Anatomia de um gato macho

O gato doméstico tem crânio menor e ossos mais curtos do que o gato-bravo. Tem em média cerca de 60 centímetros (18 polegadas) de comprimento da cabeça ao corpo e 23–25 centímetros (9–10 polegadas) de altura, com cerca de 30 centímetros (12 polegadas) de cauda. Os machos são maiores que as fêmeas. Os adultos normalmente pesam entre 4 e 5 quilos (9 e 11 libras). Têm sete vértebras cervicais (assim como a maioria dos mamíferos); 13 vértebras torácicas (os humanos têm 12); sete vértebras lombares (os humanos têm cinco); três vértebras sacrais (como a maioria dos mamíferos, mas os humanos têm cinco); e um número variável de vértebras caudais na cauda (os humanos têm apenas três a cinco vértebras caudais vestigiais, fundidas em um cóccix interno). As vértebras lombares e torácicas extras são responsáveis pela mobilidade e flexibilidade da coluna vertebral do gato. Anexados à coluna estão 13 costelas, o ombro e a pélvis. Ao contrário dos braços humanos, os membros anteriores do gato são fixados ao ombro por ossos flutuantes da clavícula que permitem que passem seu corpo por qualquer espaço em que pode caber em sua cabeça.

Bainhas de garras

O crânio do gato é incomum entre os mamíferos por ter órbitas oculares muito grandes e uma poderosa mandíbula especializada. Dentro da mandíbula, tem dentes adaptados para matar presas e rasgar carne. Quando domina sua presa, dá uma mordida letal no pescoço com seus dois longos dentes caninos, inserindo-os entre duas das vértebras da presa e cortando sua medula espinhal, causando paralisia irreversível e morte. Em comparação com outros felinos, tem dentes caninos estreitamente espaçados em relação ao tamanho de sua mandíbula, o que é uma adaptação para sua presa preferida de pequenos roedores, que têm vértebras pequenas. O pré-molar e o primeiro molar juntos compõem o par carnassial de cada lado da boca, que corta a carne em pequenos pedaços com eficiência, como uma tesoura. Estes são vitais na alimentação, uma vez que os pequenos molares dos gatos não podem mastigar os alimentos de forma eficaz, e os gatos são em grande parte incapazes de mastigar. Embora os gatos tendam a ter dentes melhores do que a maioria dos humanos, com cárie geralmente menos provável por causa de uma camada protetora mais espessa de esmalte, uma saliva menos prejudicial, menos retenção de partículas de alimentos entre os dentes e uma dieta quase sem açúcar, estão sujeitos à perda ocasional de dentes e infecção.

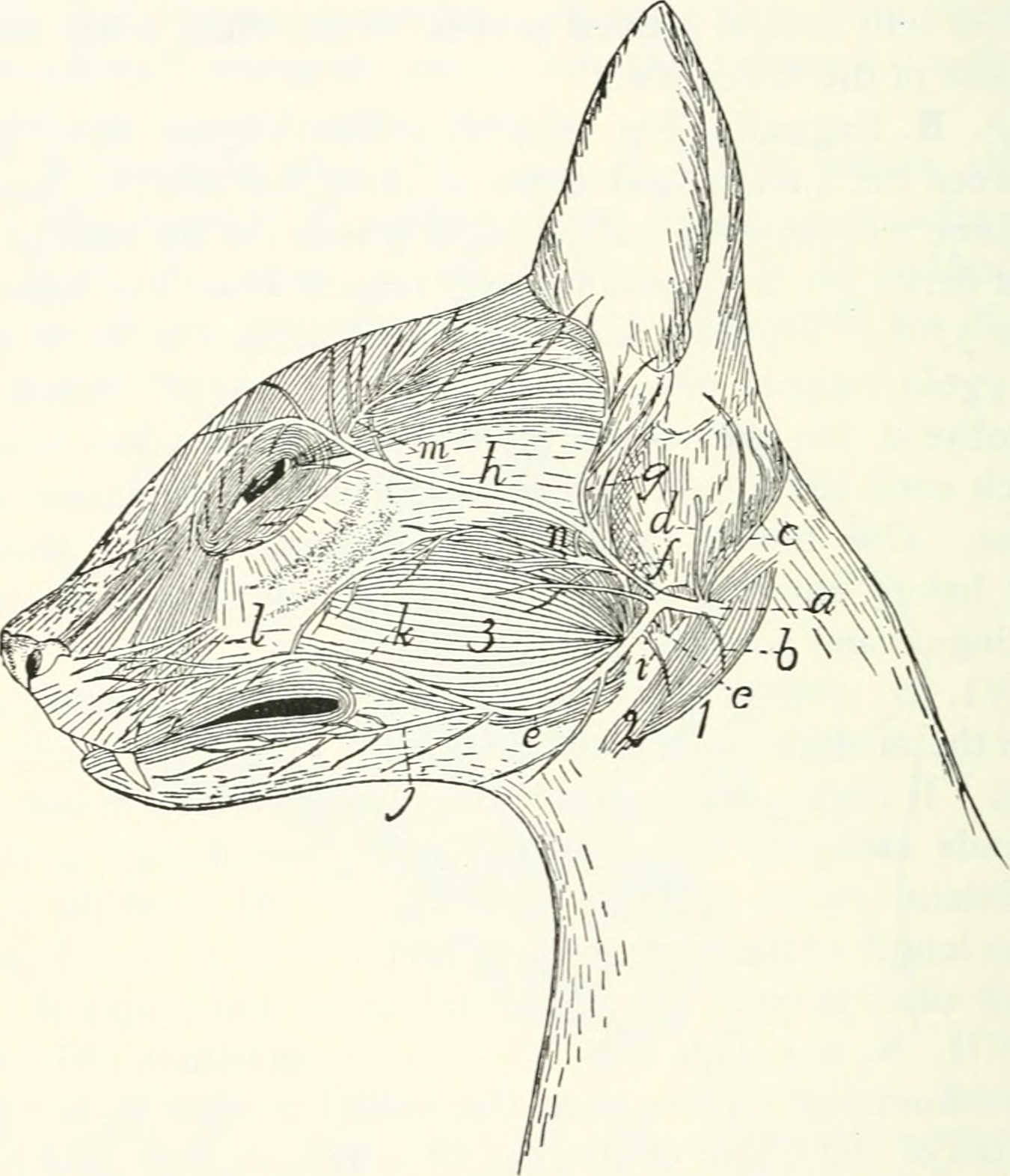
Os gatos possuem 32 músculos distintos nas orelhas

Os gatos possuem trinta e dois músculos distintos em cada uma de suas orelhas, o que lhes permite ter um tipo de audição direcional, movendo cada orelha independentemente da outra. Assim, um gato pode mover o corpo numa direção, enquanto move as orelhas para outro lado.
Os gatos têm garras protráteis e retráteis. Em sua posição normal e relaxada, são revestidas com pele e pelo ao redor das almofadas dos dedos das patas. Isso mantém as garras afiadas, evitando o desgaste do contato com o solo e permite a perseguição silenciosa da presa. As garras nas patas dianteiras são geralmente mais afiadas do que as das patas traseiras. Os gatos podem estender voluntariamente suas garras em uma ou mais patas. Eles podem estender suas garras na caça ou autodefesa, escalar, amassar ou para tração extra em superfícies macias. Os gatos trocam a camada externa de suas bainhas de garras ao arranhar superfícies ásperas. A maioria dos gatos tem cinco garras nas patas dianteiras e quatro nas patas traseiras. O ergô é proximal às outras garras. Mais proximalmente há uma saliência que parece ser um sexto "dedo". Esta característica especial das patas dianteiras na parte interna dos pulsos não tem função na caminhada normal, mas é considerada um dispositivo antiderrapante usado durante o salto. Algumas raças de gatos são propensas a ter dígitos extras ("polidactilia"). Gatos polidáctilos ocorrem ao longo da costa nordeste da América do Norte e na Grã-Bretanha.

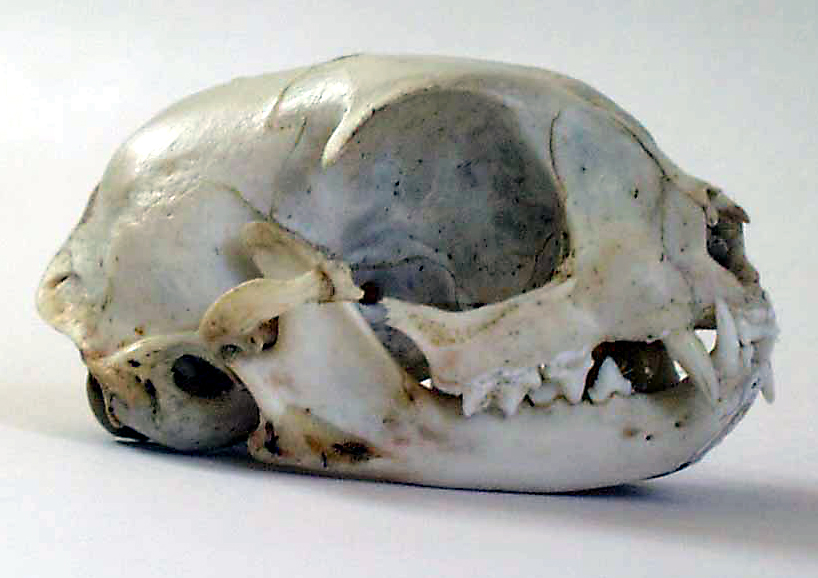
Um crânio de um gato

A família dos felídeos pode transmitir muitas cores e padrões para seus descendentes. Os genes do gato doméstico MC1R e ASIP permitem a variedade de cores na pelagem. O gene ASIP felino consiste em três éxons de codificação. Três novos marcadores microssatélites ligados ao ASIP foram isolados de um clone BAC de gato doméstico contendo esse gene e foram usados para realizar a análise de ligação num heredograma de 89 gatos domésticos que segregaram para melanismo. O gato é digitígrado. Anda na ponta dos pés, com os ossos dos pés formando a parte inferior da perna visível. Ao contrário da maioria dos mamíferos, usa uma marcha "ritmada" e move as duas pernas de um lado do corpo antes das pernas do outro lado. Registra diretamente colocando cada pata traseira perto do rastro da pata dianteira correspondente, minimizando o ruído e os rastros visíveis. Isso também fornece apoio seguro às patas traseiras ao navegar em terrenos acidentados. À medida que acelera de andar para trotar, sua marcha muda para uma marcha "diagonal": as patas traseiras e dianteiras diagonalmente opostas movem-se simultaneamente.
A maioria das raças de gatos gosta especialmente de se sentar em lugares altos ou empoleirar-se. Um lugar mais alto pode servir como local escondido para caçar; os gatos domésticos atacam a presa saltando de um poleiro, como um galho de árvore. Outra possível explicação é que a altura dá ao gato um melhor ponto de observação, permitindo que examine seu território. Um gato caindo de alturas de até três metros (9,8 pés) pode se endireitar e cair sobre as patas. Um adágio popular diz que os gatos caem sempre de pé. Durante a queda, o gato consegue, por instinto, girar o corpo e prepará-lo para aterrar em pé graças ao sentido agudo de equilíbrio e flexibilidade. Esse reflexo é conhecido como reflexo de endireitamento do gato. Um gato sempre se endireita da mesma forma durante uma queda, se tiver tempo suficiente para fazê-lo, o que é o caso em quedas de 90 centímetros (2 pés 11 polegadas) ou mais. Mesmo os gatos sem cauda como grande parte dos indivíduos da subespécie gato manês da Ilha de Man têm esta habilidade, pois o gato usa principalmente as patas traseiras e depende da conservação do momento angular para endireitar o corpo. Como os gatos conseguem se endireitar quando caem tem sido investigado como o "problema do gato caindo".

## Vida útil e saúde
Em cativeiro, os gatos vivem tipicamente de 15 a 20 anos, porém o exemplar mais velho já registrado viveu até a idade de 38 anos. Os gatos domésticos têm a expectativa de vida aumentada quando não saem pelas ruas, pois isso reduz o risco de ferimentos ocasionados por brigas e acidentes. A castração também aumenta significativamente a expectativa de vida desses animais, uma vez que reduz o interesse do animal por fugas noturnas e também o risco de incidência de câncer de testículos e ovários. Gatos selvagens que vivem em ambientes urbanos têm expectativa de vida reduzida. Gatos selvagens mantidos em colônias tendem a viver muito mais. O Fundo Britânico de Ação para Gatos (British Cat Action Trust) relatou a existência de uma gata de rua com cerca de 19 anos de idade.
O método de conservação de energia dos gatos compreende dormir acima da média da maioria dos animais, sobretudo à medida que envelhecem. A duração do período de sono varia entre 12–16 horas, sendo de 13–14 horas o valor médio. Alguns espécimes, contudo, podem chegar a dormir 20 horas num período de 24 horas. A temperatura normal do corpo desses animais varia entre 38 e 39 °C. O animal é considerado febril quando tem a temperatura superior a 39,5 °C, e hipotérmico quando está abaixo de 37,5 °C. Comparativamente, os seres humanos têm temperatura normal em torno de 37 °C. A pulsação do coração desses pequenos mamíferos vai de 140 a 220 batidas por minuto e depende muito do estado de excitação do animal. Em repouso, a média da frequência cardíaca fica entre 150 e 180 bpm.
Assim como a maioria das espécies de mamíferos, os gatos são capazes de nadar. No entanto, somente o fazem quando extremamente necessário, como em caso de queda acidental na água.

### Alimentação

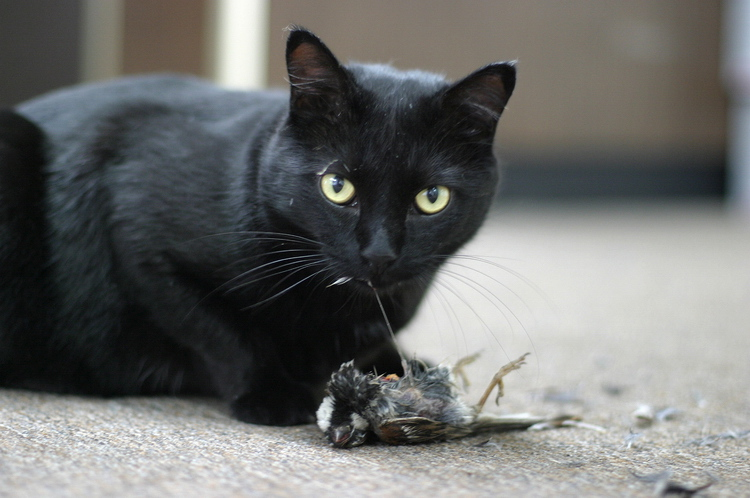
Um gato comendo um pardal-doméstico

Em situações de caça, os gatos alimentam-se de insetos, pequenas aves e roedores. Os gatos não-domesticados, abandonados e sem dono, ou gatos domesticados que se alimentem livremente, consomem entre 8 a 16 refeições por dia. Apesar disso, os animais adultos podem adaptar-se a apenas uma refeição por dia. Os gatos não produzem a sua própria taurina, que consiste num ácido orgânico essencial à vida dos mamíferos. Como essa substância está presente no tecido muscular dos animais, o gato precisa se alimentar de carne para sobreviver. Assim, os gatos apresentam dentição e aparelho digestivo especializado para processamento de carne. O intestino diminuiu de extensão ao longo da evolução, ficando apenas os segmentos do órgão que melhor processam as proteínas e gorduras de origem animal.
Apesar da fisiologia do gato ser essencialmente orientada para o consumo de carne, é comum que os gatos complementem a sua dieta carnívora com a ingestão de pequenas quantidades de ervas, folhas, plantas domésticas ou outros elementos de origem vegetal. Uma teoria sugere que este comportamento ajuda os gatos a regurgitar em caso de difícil digestão; outra teoria aponta que ingerir pequenas doses de vegetais fornece fibras e minerais diversos, não presentes numa dieta exclusivamente carnívora. Neste contexto, é necessária prudência aos donos dos gatos porque algumas plantas podem ser venenosas para os animais. As folhas de algumas espécies de lírios podem causar dano nos rins, podendo até mesmo serem fatais; também as plantas do género Philodendron são venenosas para os gatos. Outro exemplo é o do abacateiro, do qual algumas partes são tóxicas, mas cujo fruto (exceto o caroço) é um ingrediente de elevado valor nutricional, estando presente em várias marcas de comida para gatos.

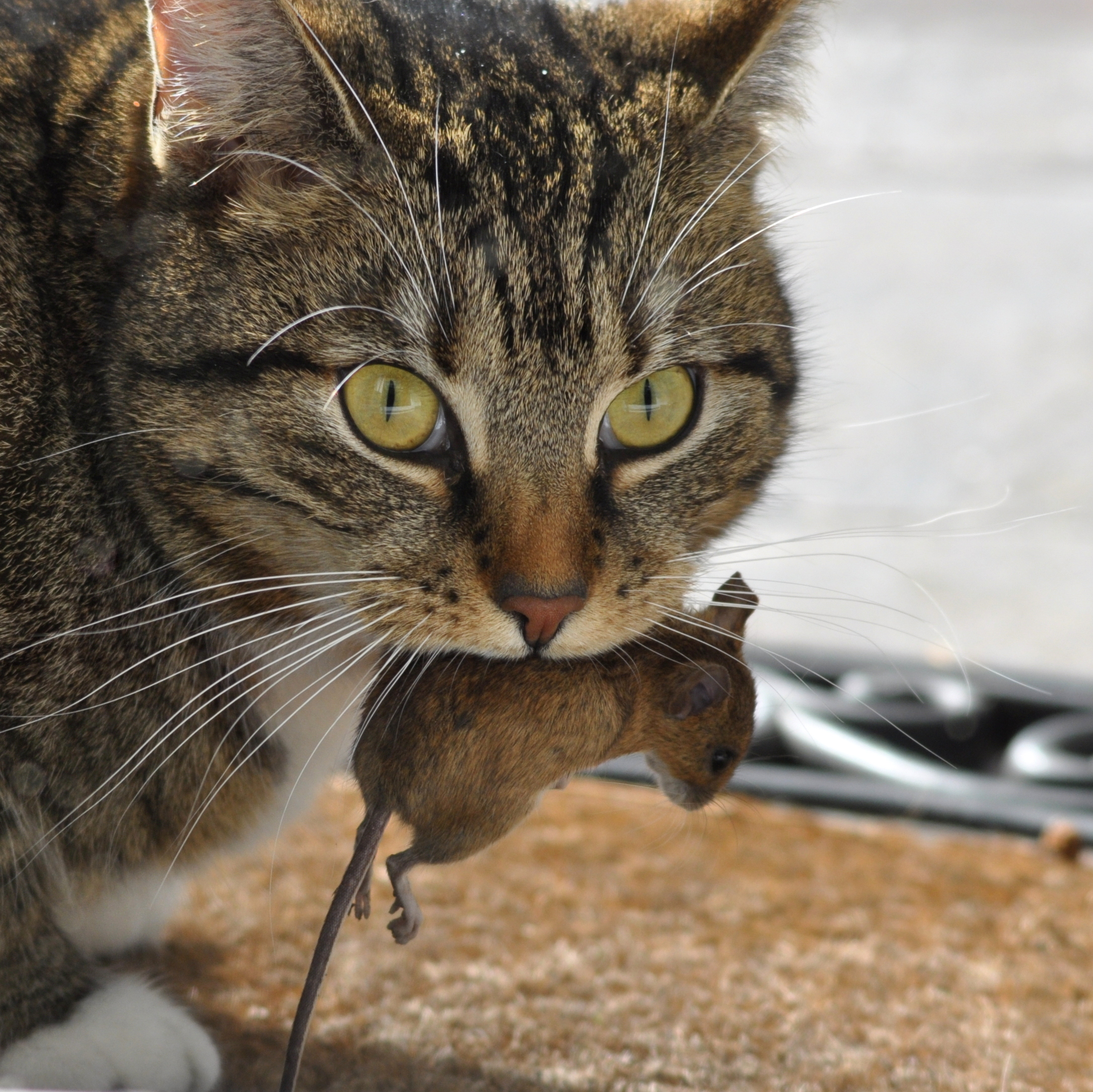
A evolução tornou os gatos excelentes caçadores

Os gatos são bastante seletivos em sua alimentação, o que pode ser decorrente, pelo menos em parte, da mutação que causou à espécie a perda da capacidade de detectar o sabor doce nos alimentos. Apesar de exigentes, precisam alimentar-se constantemente, pois, de modo geral, não toleram mais de 36 horas de jejum sem que os seus rins sofram algum risco de dano.
O gato exibe alguma preferência pela planta designada por nepeta, popularmente conhecida como erva-dos-gatos, ou catnip. Muitos gatos gostam de comer esta planta, que tem efeitos diversos no seu comportamento, enquanto outros apenas rastejam sobre esse vegetal e brincam com suas folhas e flores. Os gatos também podem sofrer de distúrbios alimentares diversos. Alguns contraem uma doença chamada pica, que consiste num transtorno que os impele a mastigar objetos alheios a sua dieta, tais como terra, plástico, papel, lã, carvão e outros materiais, o que pode ser perigoso à sua própria sobrevivência, dependendo da toxicidade desses materiais.
O meio de alimentação mais recomendado para os gatos domésticos é o consumo livre, ou seja, deve-se procurar deixar o alimento à vontade para o animal ao longo do dia. Essa prática tem a vantagem de diminuir o pH da urina, evitando, desse modo, a formação de cálculos renais. No entanto, alguns veterinários costumam recomendar que o dono controle a quantidade de alimento ingerida, oferecendo ao gato porções limitadas, visando evitar que o animal fique com sobrepeso.

### Comportamento

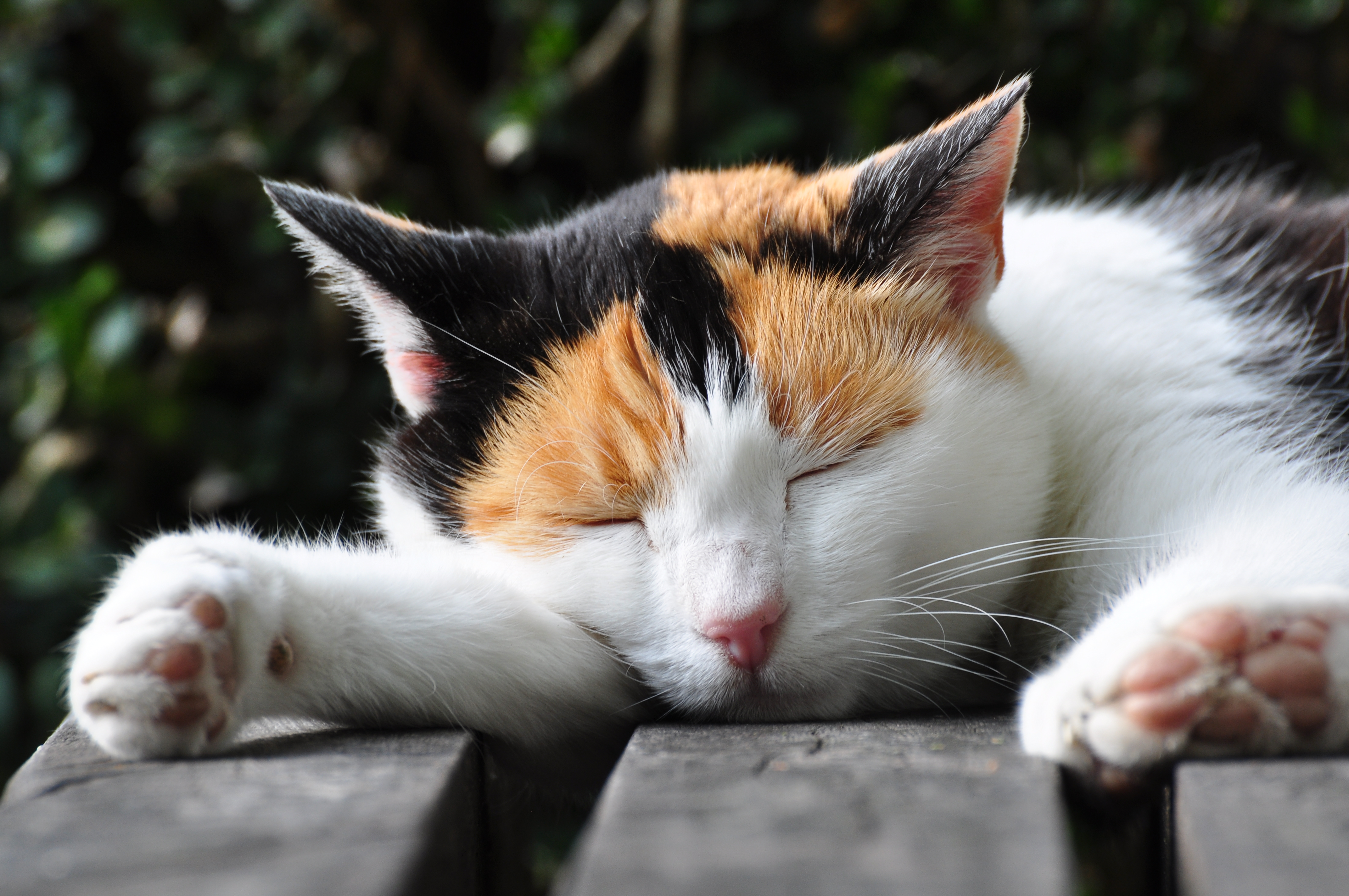
O gato doméstico costuma dormir durante a maior parte do dia para conservar sua energia

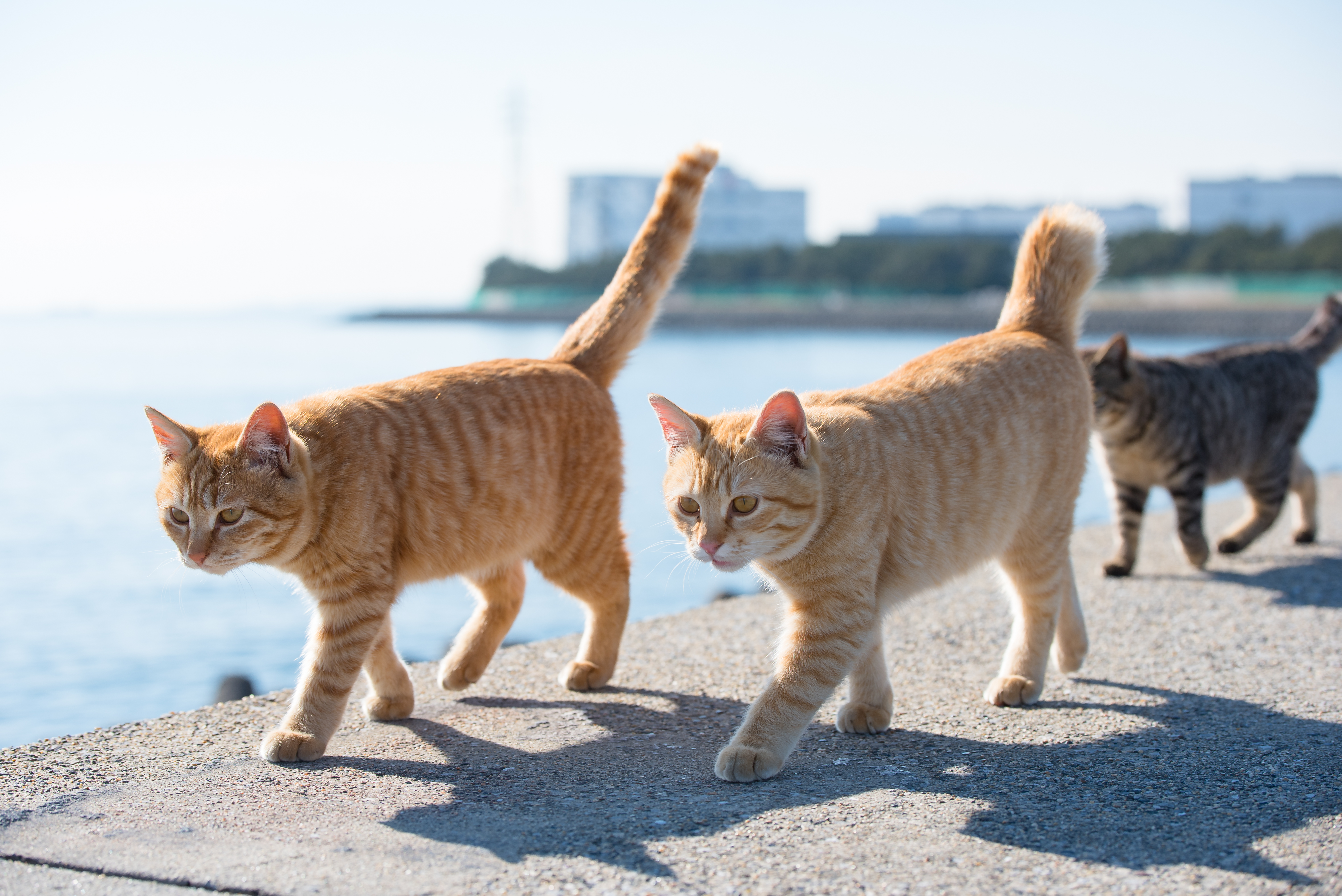
Gatos demonstram boas capacidades de socialização entre si, inclusive com o auxílio humano

O temperamento dos filhotes varia conforme a ninhada e a socialização. Os gatos de pelo curto tendem a ser mais magros e fisicamente mais ativos, enquanto os gatos de pelo comprido tendem a ser mais pesados e letárgicos. Entretanto, a maioria dos gatos partilha um mesmo comportamento: são extremamente curiosos. Não é por acaso que existe um dito popular que diz "A curiosidade matou o gato". Quando abandonados em áreas remotas, distante da sociedade humana, filhotes de gatos podem converter-se ao meio de vida selvagem, passando a caçar pequenos animais para sobreviver. A expectativa de vida de um gato de rua é de apenas três anos. Já um gato que seja cuidado por humanos pode superar os 20 anos de idade. O gato no estado selvagem é um animal muito social, chegando a estabelecer colônias mais ou menos hierarquizadas, podendo formar colônias como a dos leões. Possui um instinto natural de caça. Mesmo quando domesticados, os machos tendem a marcar o seu território com urina. Os gatos possuem um cérebro bastante evoluído, sendo capazes de sentir emoções. Podem sofrer diversos distúrbios psicológicos, tais como estresse e depressão. Assim como um ser humano, quando estressados, tendem a ter um comportamento neurótico.
Esses animais costumam copular somente quando a fêmea entra no cio. Este pode ocorrer várias vezes ao longo de um ano e dura aproximadamente uma semana. O macho procura cercar a fêmea, que normalmente tenta resistir ao máximo à cópula. Se o macho é hábil, ele conseguirá mordê-la na parte posterior do pescoço, imobilizando-a. Até conseguir isso, é comum que os dois soltem miados altos, diferentes do miado usual. A penetração é dolorosa. A cópula estimula o início do processo de ovulação das fêmeas: elas têm sensores nervosos que, com a dor, ativam o processo. Desse modo, poucos óvulos são perdidos.
Sua velhice ocorre de forma abrupta, não sendo gradual como a humana. Dura aproximadamente um ano e finda com a morte. É possível que o gato tenha doenças típicas da idade avançada, como catarata e perda olfativa. Nesta fase, o animal geralmente dorme durante todo o dia, mostrando extremo cansaço e fraqueza muscular.
As fêmeas apresentam um temperamento variável: podem simular ignorar seu dono, dar atenção a ele ou ronronar. O comportamento dos gatos depende de cada indivíduo, do momento do dia e até mesmo das condições climáticas. Enquanto um felino pode ser muito sociável, o outro pode ser completamente arisco. Alguns gatos ficam agitados e adversos ao contato com humanos à noite. Ainda é possível observar que alguns desses animais ficam agitados quando uma tempestade está por vir, outros adotam uma posição defensiva, em que ficam deitados com as patas recolhidas, aguardando o início da chuva. Em algumas ocasiões, um gato filhote pode apresentar variações de energia, ficando algumas vezes mais calmo, outras mais agitado. Gatos adultos mantêm-se calmos por mais tempo que gatos pequenos, por serem maiores e mais pesados.

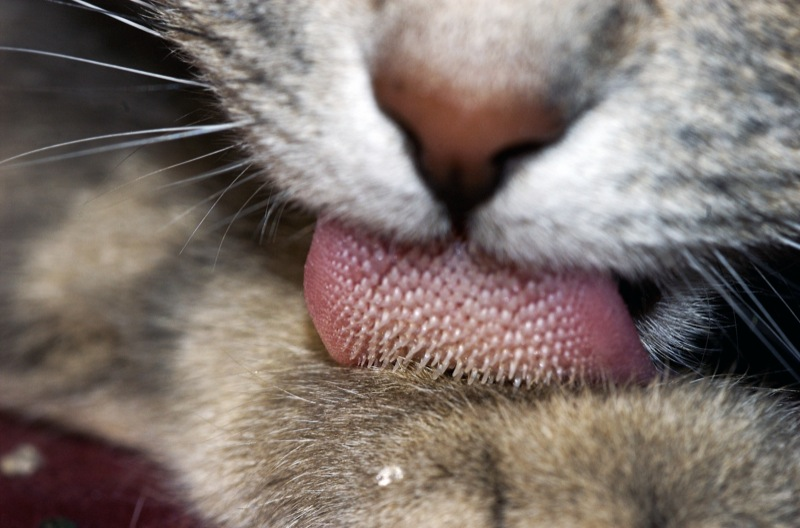
As papilas enganchadas na língua de um gato agem como uma escova de cabelo para ajudar a limpar e desembaraçar os pelos

Os gatos são animais muito higiênicos, sendo que passam muitas horas por dia cuidando da limpeza de seus pelos. Para isso, utilizam a superfície áspera de suas línguas para remover partículas de pó e sujeira. Devido ao modo que tratam da sua higiene, lambendo-se e ingerindo muito pelos, os gatos eventualmente regurgitam esse material na forma de pequenas bolas contendo suco gástrico e material piloso. Outro aspecto característico da higiene desses felinos é o fato dele enterrar a sua urina e fezes, evitando assim que o cheiro denuncie sua presença a uma possível presa ou predador. Com isso, quando o gato é criado em locais sem a presença de solo exposto, há a necessidade de se manter uma caixa com areia sanitária à sua disposição, sendo que instintivamente ele irá utilizá-la para o descarte de seus resíduos fisiológicos. Alguns fabricantes disponibilizam areias perfumadas para eliminar o cheiro forte que suas fezes poderiam deixar num ambiente fechado (casas e apartamentos). No entanto, o que pode ser bom para humanos não é para o animal. Absorvente sem perfume e natural é o mais recomendado.

### Ciclo biológico

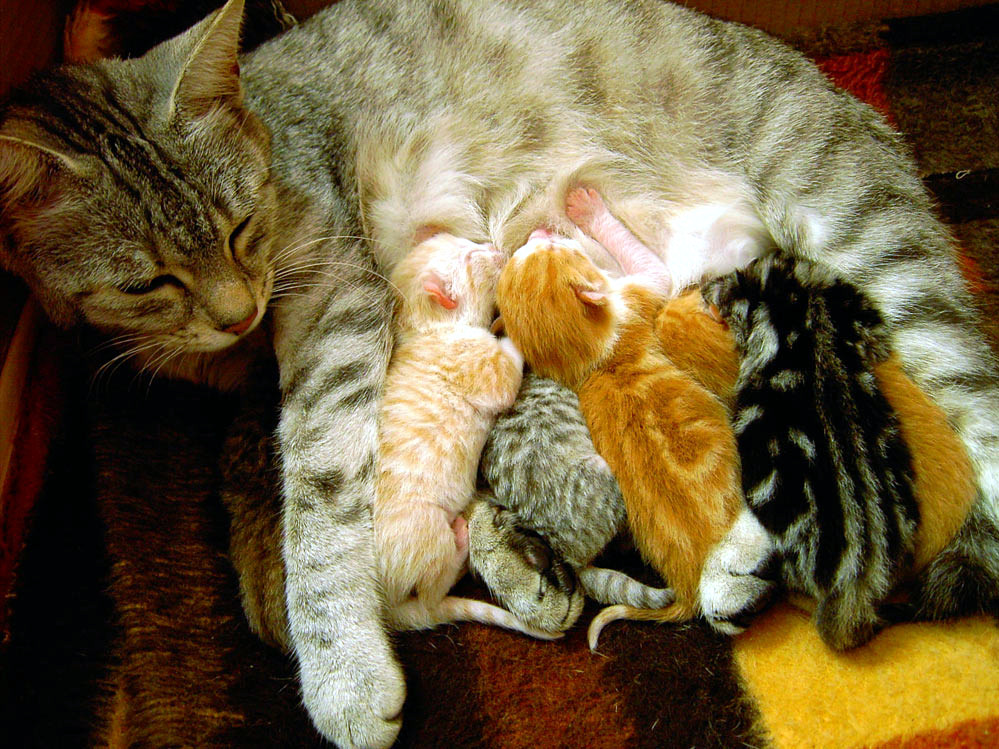
Uma gata amamentando seus filhotes

O gato apresenta vários ciclos reprodutivos ao longo do ano, que podem durar de 4 a 7 dias. Durante esse período, as gatas miam mais frequentemente e vários gatos podem lutar por uma mesma fêmea no cio; o vencedor ganha o direito de copular. Ainda que a fêmea, a princípio, rechace a relação sexual, ela acaba aceitando o macho. Depois da cópula, a fêmea se limpa e pode ficar muito violenta até que termine todo o ato do acasalamento, uma vez que o ciclo se repita. As gatas podem ter cada óvulo fecundado por um macho diferente, tendo assim, na mesma ninhada, filhotes de pais diferentes.
As gatas alcançam a maturidade sexual entre 4 a 10 meses de idade, e os gatos entre 5 a 7 meses após o nascimento. A gestação dura de 63 a 65 dias, aproximadamente e pode gerar de um a oito filhotes. Os recém-nascidos devem manter-se com a mãe por 60 dias, já que então o gatinho já terá recebido os nutrientes necessários. Separá-los antes desse período seria um erro, devido à possibilidade de que eles morram por falta de alimentação adequada. Pode-se esterilizar os gatos, procedimento normalmente realizado em machos antes que eles comecem a marcar território; isto deve evitar que eles perpetuem esse comportamento ao longo de suas vidas.

### Características genéticas

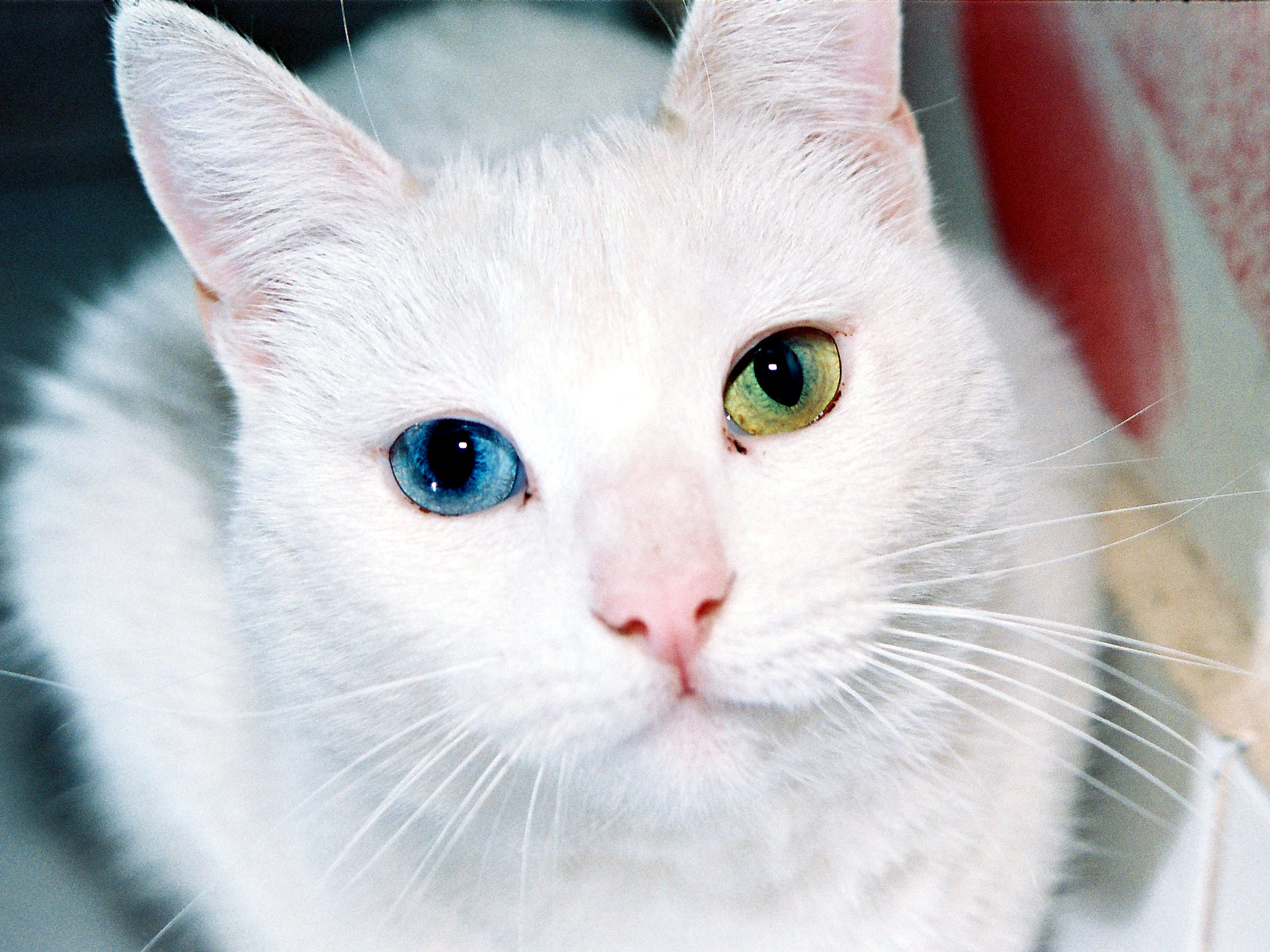
Gata com heterocromia, anomalia genética na qual o indivíduo possui um olho de cada cor

O gato apresenta 38 cromossomos e são conhecidas cerca de 200 patologias associadas, muitas delas comuns aos seres humanos. O projeto "Genoma do Gato", do Laboratory of Genomic Diversity, pretende descobrir seu genoma.
Existe uma crença de que os gatos brancos de olhos azuis são surdos, a não ser que tenham um olho de cada cor, característica conhecida por heterocromia, cujos portadores são denominados gatos de olhos ímpar. Isto está certo em parte, já que há uma maior probabilidade de gatos com essas características físicas serem também surdos, mas este fato não é determinante. O gene da surdez é próprio dos gatos brancos, chama-se alelo w, e é o causador da coloração branca e da surdez nos gatos. Nem todos os gatos brancos são surdos, só são os que apresentam o tal gene. O gene w faz com que o gato seja branco, ainda que seus genes digam que ele é um gato escuro; este gene tem a peculiaridade de "mascarar" o resto das colorações para fazê-los brancos. Além disso, estes gatos só têm os olhos azuis ou verdes. Outra característica genética é o fato de, em alguns animais, os dentes caninos da mandíbula superior serem proeminentes, semelhantemente ao observado nos fósseis do tigre-dentes-de-sabre.

### Pelagem

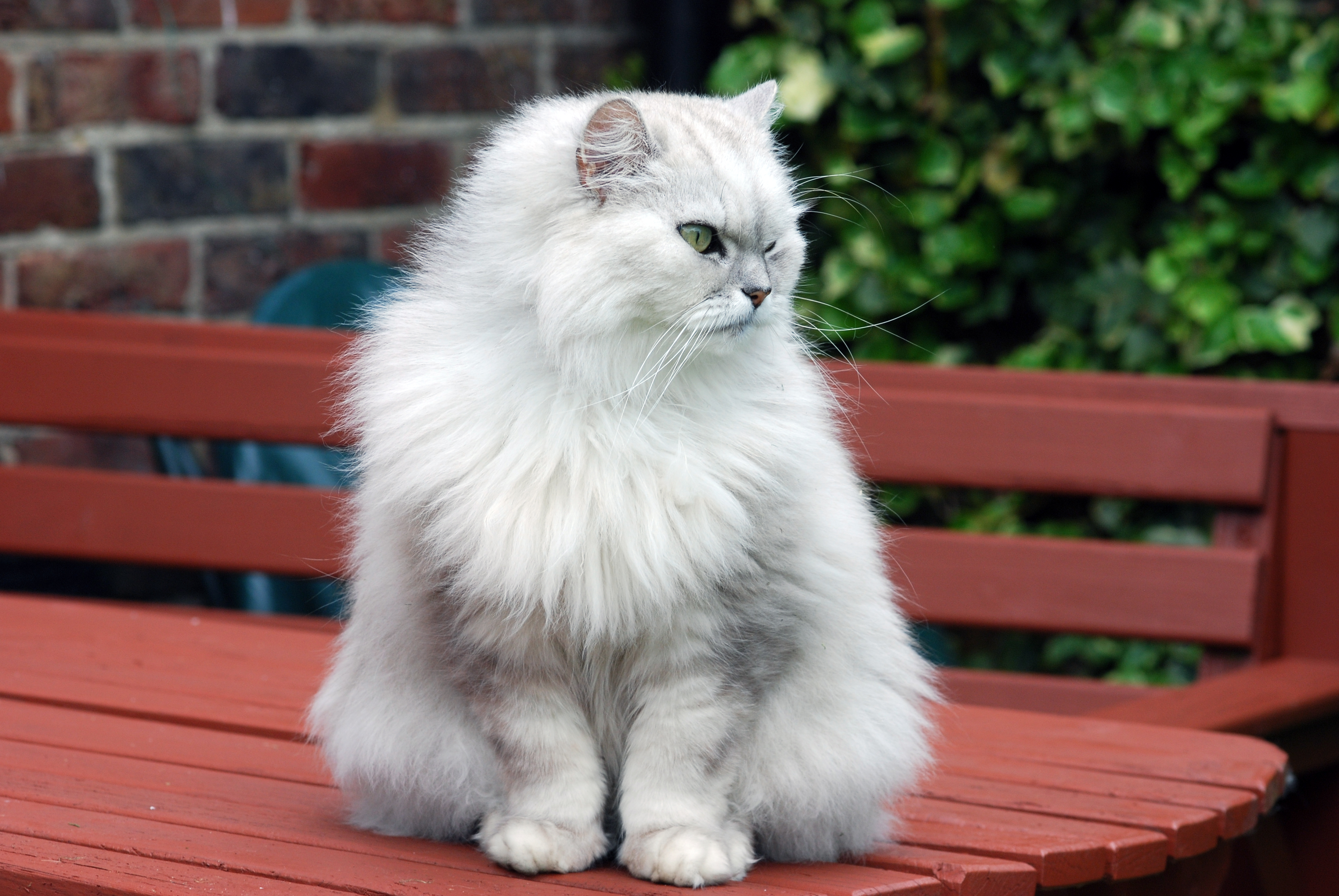
Um gato persa

Em respeito às cores, os gatos podem ter uma única coloração, como os completamente brancos ou pretos, que só tem pelos contrastantes soltos em algumas partes do corpo. Também podem ter duas cores, como o branco e preto, branco e amarelo, pardo e branco, ou cinza e branco. Podem possuir um padrão de cores tigrado em laranja, pardo e branco; em tons cinza e alaranjados (gatos romanos), com o pelo de uma só cor em toda a sua extensão ou de dois tipos de cores (as extremidades diferentes do resto do corpo). Também podem ter um padrão de cor siamês com cores mais escuras na face, rabo, patas e orelhas. Outro tipo de coloração é a tricolor, como, por exemplo, branco, laranja e preto. As gatas costumam ter os pelos mais lustrosos e brilhantes do que os machos, em contra partida elas costumam soltar mais pelos do que os gatos, principalmente nos períodos do início do cio. Os gatos tricolores ou de até quatro cores são normalmente fêmeas; quando são machos, são estéreis. Em contrapartida, os gatos romanos laranjas são em sua maioria machos, porém é possível deparar-se com fêmeas. O tipo de pelo vai desde o muito curto (como o Sphynx, cujo pelo é quase invisível), o encaracolado (no caso do Devon rex), o pelo curto normal com uma cor somente ou com pontas de outras cor, o pelo semi-longo, até o pelo mais longos procedentes das cruzas com o Bosque da Noruega, persa ou qualquer outra raça de pelo longo.

### Bolsa primordial
A bolsa primordial é uma camada protetora formada por pele, pelo e gordura. Ela é posicionada ao longo do comprimento da barriga de um gato. Essas bolsas são perfeitamente normais e saudáveis e todos os gatos têm bolsas primordiais, mas variam muito em tamanho; alguns são quase indetectáveis. É mais fácil ver uma pequena bolsa quando ela balança para frente e para trás enquanto um gato corre. As bolsas primordiais não são exclusivas dos gatos domésticos. Grandes felinos, como leões e tigres, os têm pelos mesmos motivos. Em gatos domésticos, a bolsa começa a se desenvolver por volta dos 6 meses de idade em machos e fêmeas.
Existem três teorias principais sobre o motivo pelo qual os gatos têm bolsas primordiais. A primeira é que ele protege os órgãos internos numa luta, adicionando uma camada extra entre as garras ou dentes e o interior do felino. Uma segunda teoria é que a bolsa permite que os gatos se movam mais rápido. Ele se estende conforme os felinos correm, dando-lhes flexibilidade extra e a capacidade de ir mais longe a cada salto - qualidades que podem ajudá-los a fugir de predadores ou capturar suas presas. Outra possibilidade é que a bolsa seja um espaço extra para armazenar alimentos após uma grande refeição. Na natureza, os gatos não comem duas refeições regulares por dia; eles comem quando podem e podem armazenar gordura de uma grande caça em sua bolsa para o sustento dias depois.

### Sentidos

#### Visão

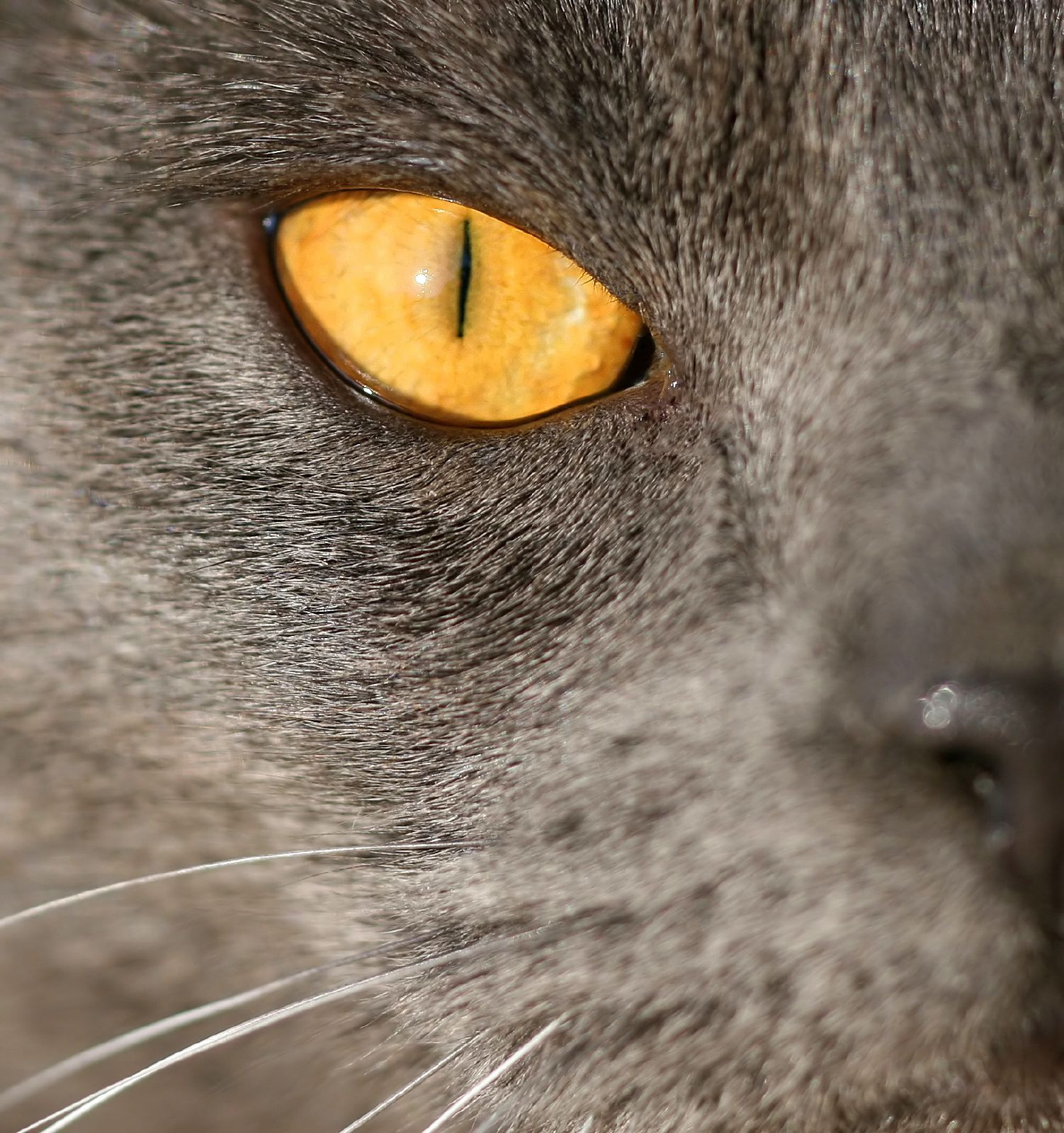
Gatos têm a visão muito nítida

Medir e classificar os sentidos dos animais pode ser difícil, principalmente por que não existem meios explícitos de comunicação entre o objeto do teste e o examinador. Entretanto, testes indicam que a visão aguçada dos gatos é largamente superior no período noturno em comparação aos humanos, mas menos eficaz durante o dia. Os olhos dos gatos possuem o tapetum lucidum, uma membrana posicionada dentro do globo ocular que reestimula a retina ao refletir a luz na cavidade. Enquanto este artifício melhora a visão noturna, parece reduzir a acuidade visual na presença de luz abundante. Quando há muita luminosidade, a pupila em formato de fenda fecha-se o máximo possível, para reduzir a quantidade de luz a atingir a retina, o que também resguarda a noção de profundidade. Os gatos têm, em média, campo visual com abertura estimada em 210°, dos quais 120° são binoculares, contra 180° dos humanos, com sobreposição binocular mais estreita que a dos humanos.
O campo de visão depende principalmente do posicionamento dos olhos estruturalmente semelhantes aos humanos, mas também pode estar relacionada com a construção dos olhos. Ao invés da fóvea, que dá aos humanos excelente visão central, os gatos têm uma faixa central marcando a intersecção binocular. Aparentemente, os gatos conseguem diferenciar cores, especialmente à curta distância, mas sem sutileza apreciável, em termos humanos, já que estas não são interpretadas da mesma forma - a menos que o animal seja devidamente treinado para desenvolver tal percepção. Os gatos também possuem uma terceira membrana protetora dos olhos, a membrana de nictação, que é o ato de fechar os olhos instintivamente na presença de luz intensa. Essa membrana fecha parcialmente quando o animal está doente. Se o gato mostra frequentemente essa terceira pálpebra, é um indicativo de doença. Os gatos não conseguem ver a menos de 20 centímetros de distância, daí levarem a boca à comida, confiando no olfato. Seu ponto cego é logo abaixo do nariz.

#### Audição

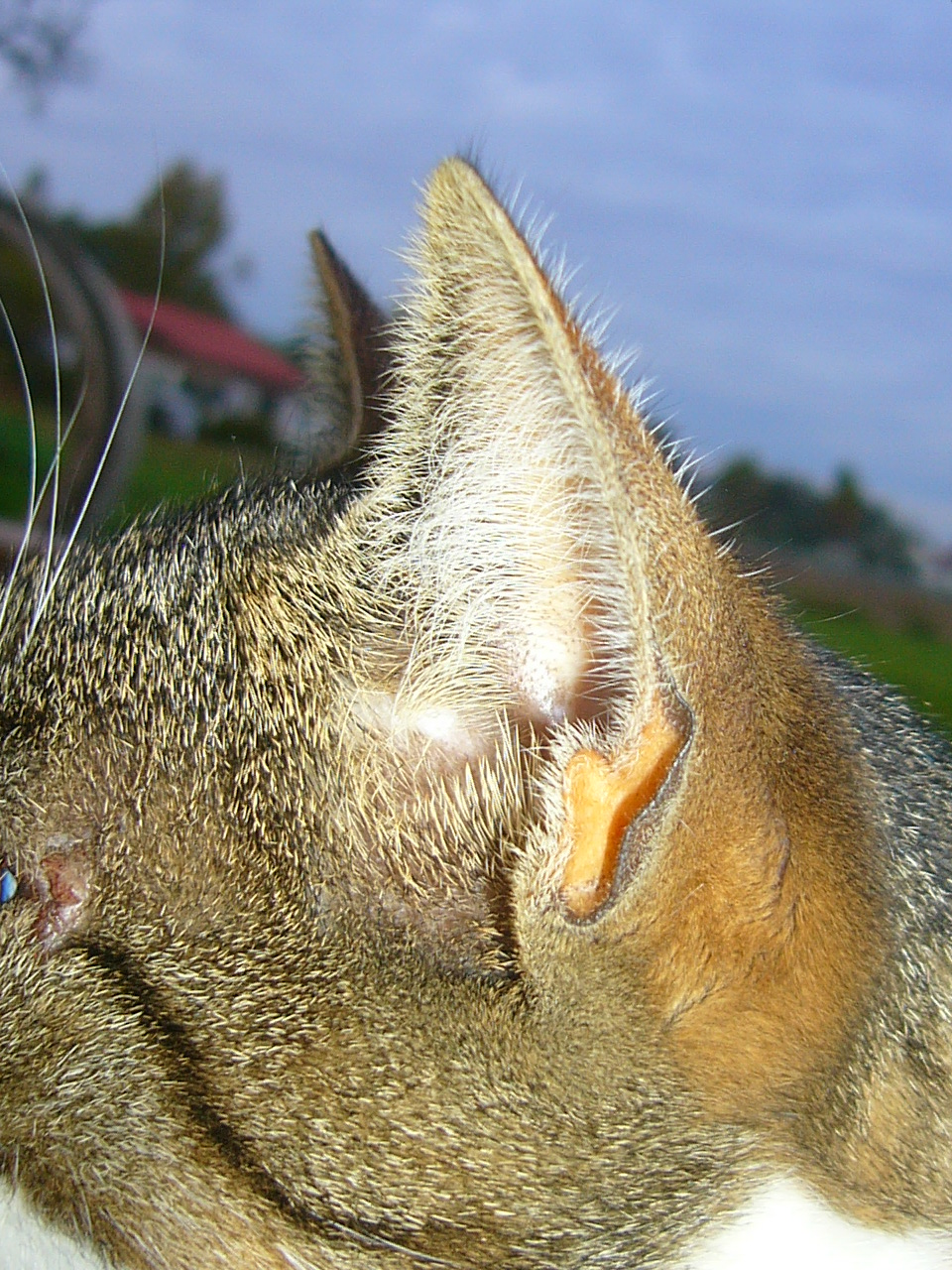
O formato das orelhas dos gatos ajuda-os a identificarem com precisão a fonte dos sons

Os seres humanos e os gatos têm limites similares de audição em baixa frequência, que devem rondar os 20 Hz. Já na escala de alta frequência, os gatos têm ampla vantagem, alcançando os 60 kHz, superando até mesmo os cães. Os gatos podem ouvir até duas oitavas acima dos humanos (20 kHz) e meia oitava além dos cães. Quando detectam um som, as orelhas do gato imediatamente voltam-se para o ruído. Os gatos podem precisar com margem de erro de 7,5 centímetros a localização de uma fonte sonora a um metro de distância. Trinta e dois músculos individuais na orelha os permitem ouvir direccionalmente. Os gatos podem mover uma orelha independentemente da outra. Diferentemente dos humanos, os gatos têm sua orelha coberta interna e externamente por pelos. Quando está enojado ou atemorizado, o gato instintivamente abaixa as orelhas para trás da cabeça, cobrindo seus canais auditivos. Juntamente com esta ação, arrepia seus pelos, coloca as garras para fora e emite um som ameaçador com a boca, deixando os dentes à mostra.

#### Tato
Os gatos geralmente apresentam uma dúzia de vibrissas, dispostas em quatro fileiras sobre os lábios superiores, as vibrissas dessa região em particular são comumente chamadas coletivamente de bigode, alguns nas bochechas, tufos sobre os olhos e no queixo. Os Sphynx - gatos quase sem pelos - podem ter bigodes normais, curtos ou nem sequer apresentá-los. Os bigodes auxiliam na navegação e tato. Podem detectar pequenas variações nas correntes de ar, possibilitando ao gato descobrir obstruções sem vê-las, facilitando o deslocamento na penumbra. As fileiras mais elevadas dos bigodes movem-se independentemente das inferiores para medições ainda mais precisas. Especula-se que os gatos podem preferir guiar-se pelos bigodes especializados que dilatar as pupilas na totalidade, o que reduz a habilidade de focar objetos próximos. Esses pelos também alcançam aproximadamente a mesma largura do corpo do bicho, permitindo-o julgar se cabe em determinados espaços.
O posicionamento dos bigodes é um bom indicador do humor do felino: apontados para frente, indicam curiosidade e tranquilidade; colados ao rosto, indicam que o gato assumiu uma postura defensiva e agressiva. Recentes estudos de fotografias infravermelhas de gatos caçando demonstram que eles também utilizam seus bigodes para determinar se a presa mordida já está morta. Observa-se nas fotos que, ao aplicar a mordida fatal à vítima e posteriormente a manter apertada entre as mandíbulas, seus bigodes "abraçam" ou rodeiam completamente o corpo da presa para detectar uma possível mínima vibração como sinal de que a caça ainda possa estar com vida. Crê-se que este fenômeno é usado para proteger o próprio corpo do felino, porque muitas de suas vítimas, como os ratos, ainda podem mordê-lo e/ou lesioná-lo, se o predador as leva à boca quando ainda estão com vida.

#### Paladar e olfato

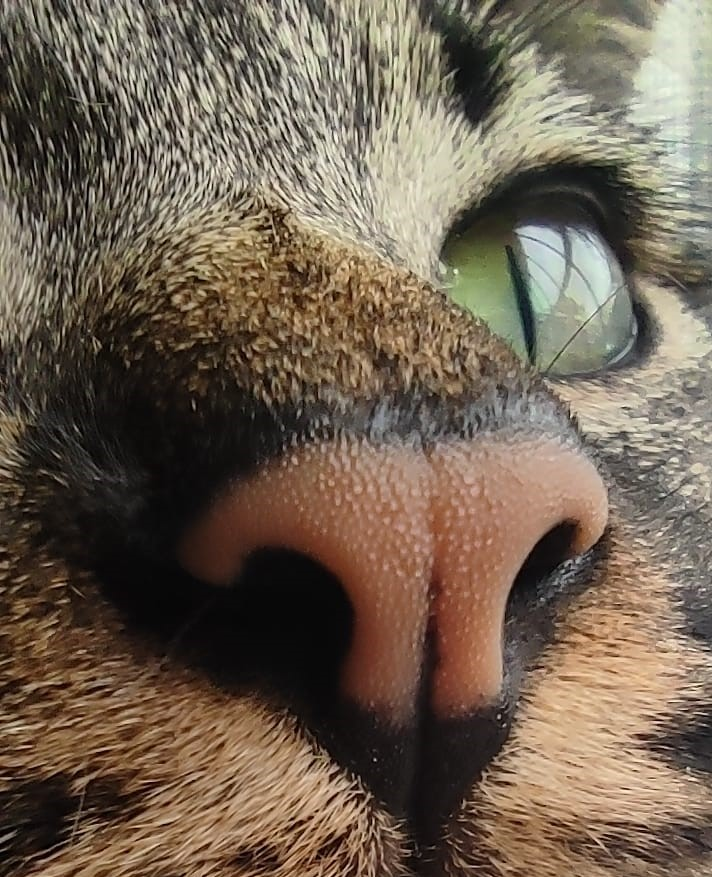
Os gatos têm o sentido do olfato consideravelmente superior ao apresentado pelos seres humanos

Uma curiosidade sobre o paladar dos gatos é que, de acordo com a edição norte-americana da National Geographic (de 8 de dezembro de 2005), eles não são capazes de saborear o doce, por falta de receptores desse tipo. Alguns cientistas acreditam que isso se deve à dieta dos gatos incluir quase que exclusivamente alimentos ricos em proteínas, embora seja incerto se essa é a causa ou o resultado dessa falta de células adaptadas.
Entretanto, através da observação de gatos domésticos, percebe-se que, uma vez que sejam oferecidos doces, eles parecem gostar, embora não seja saudável deixá-los comer tais guloseimas, pois podem causar excessiva fermentação dentro do aparelho digestivo, gerando gases e cólicas desconfortáveis no animal. Ainda que não reconheçam o gosto doce, esses animais apresentam grande sensibilidade aos sabores ácidos, salgados e amargos, o que os torna animais muito exigentes quanto ao paladar dos alimentos que lhes são oferecidos, podendo recusar a refeição fornecida, caso notem algo de errado ou diferente em seu sabor.
O olfato é fundamental para que o gato conheça o meio ambiente. Um gato doméstico possui o olfato 14 vezes mais potente e duas vezes mais células receptoras que os humanos, portando 19 milhões de terminações nervosas ligadas ao cheiro, portanto, podendo sentir odores dos quais um ser humano nem sequer registra ou reconhece.

### Envelhecimento

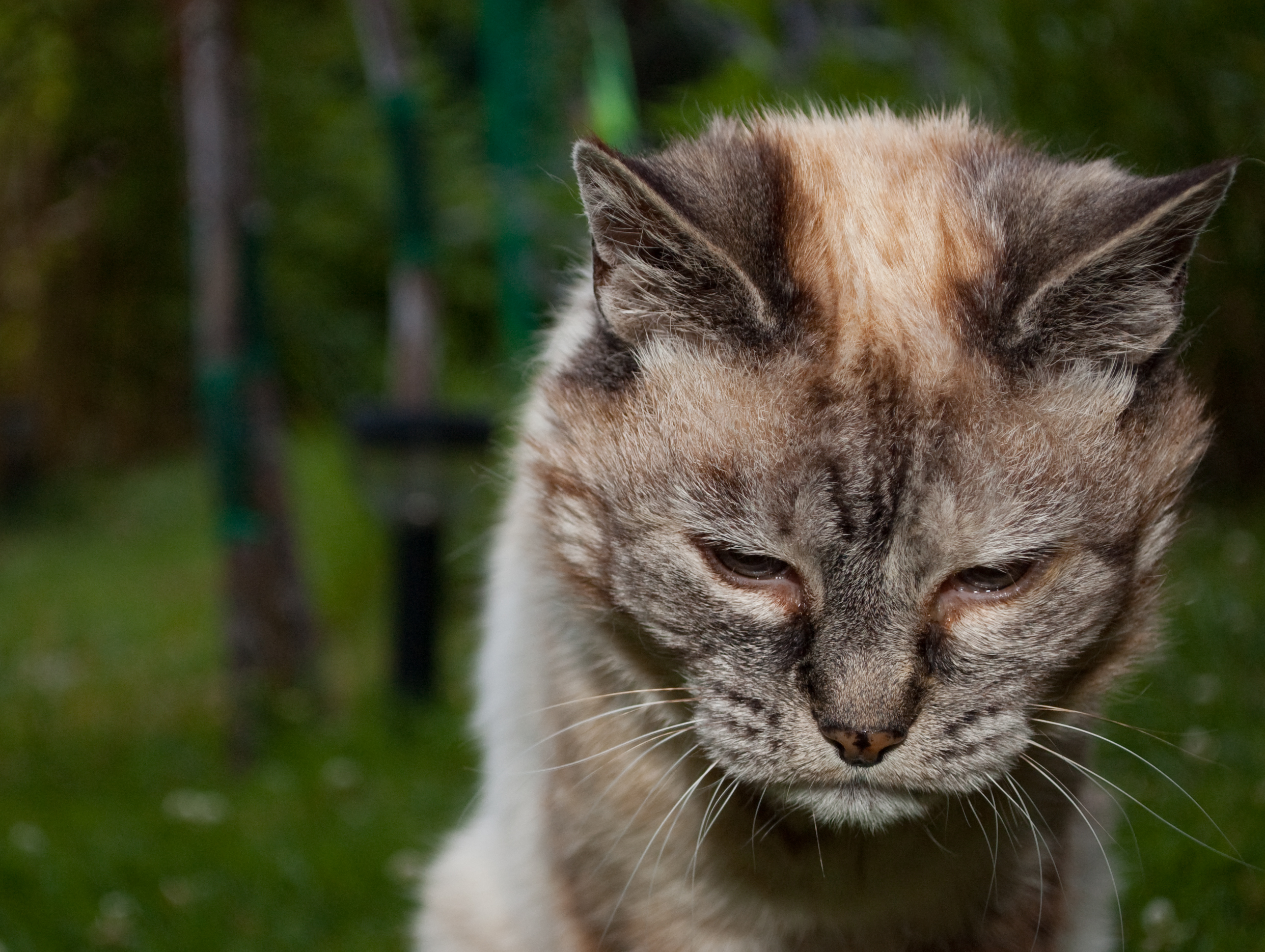
Uma gata de 20 anos. Embora não apresentem muitos sinais externos de envelhecimento, os gatos têm a saúde fragilizada nessa etapa de suas vidas

Ainda que apresentem poucos sinais externos decorrentes do envelhecimento, com o avanço da idade, os gatos apresentam mudanças fisiológicas significativas que afetam seu metabolismo, tornando-os mais suscetíveis e vulneráveis aos ataques de diversas doenças, como problemas na pele, olhos, ouvidos, olfato e paladar. Podem também apresentar fragilidade nos ossos e desenvolver tumores e cânceres. Normalmente, os indivíduos mais idosos apresentam letargia, diminuição do apetite e emagrecimento, culminando na insuficiência de órgãos vitais como rins, fígado e coração, o que pode levar o animal ao óbito.
Os gatos que vivem sob cuidados de humanos podem viver mais de 20 anos. Para que atinjam tal idade, é recomendado que a partir dos oito anos de idade esses animais sejam submetidos a um tratamento diferenciado, envolvendo alimentação diferenciada, consultas veterinárias e exames de saúde regulares. Cuidados gerais devem ser intensificados nessa fase, sobretudo o asseio com os dentes, que devem ser limpos e inspecionados semanalmente. Os olhos e ouvidos também devem ser focos de cuidados especiais, pois esses órgãos vão, aos poucos, tornando-se menos eficazes. Se o gato estiver com a sua visão prejudicada, deve-se evitar a mudança da localização dos seus pertences, como cama, caixa de areia e vasilhas de água e comida, pois o animal poderá continuar utilizando esses itens, desde que esteja acostumado ao local onde normalmente estão instalados. Quanto à alimentação, deve-se estimular um aumento no número de refeições, pois o gato passará a ter menos apetite e, consequentemente, comer em menores porções. Fabricantes de rações disponibilizam produtos especialmente direcionados a gatos idosos, os quais apresentam teores de nutrientes diferenciados, adaptando-se às necessidades dos animais dessa faixa etária. Devido a redução na quantidade de alimentos ingeridos e às mudanças fisiológicas decorrentes da idade mais avançada, o nível de energia disponível diminuirá e o animal não terá mais tanta disposição para brincadeiras. No entanto, sabe-se que gatos idosos apreciam a companhia dos humanos, devendo ser tratados com a mesma alegria, dedicação e carinho dispensados em sua fase juvenil.

## Ecologia

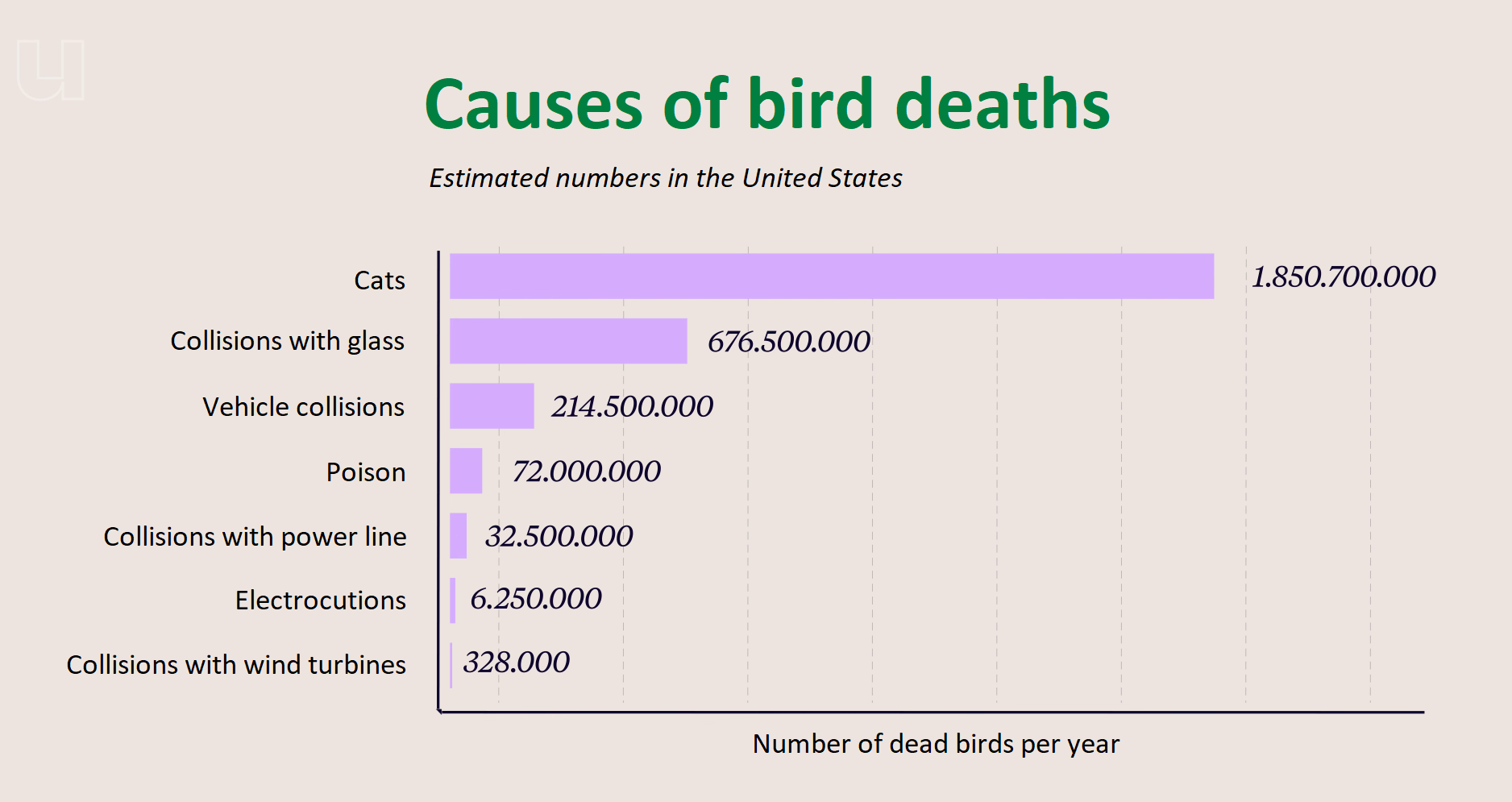
Os gatos de exterior são a maior causa humana de mortalidade de aves

### Habitat
O gato doméstico é uma espécie cosmopolita e ocorre em grande parte do mundo. É adaptável e está agora presente em todos os continentes excepto na Antártida, e em 118 dos 131 principais grupos de ilhas, incluindo no arquipélago isolado das Ilhas Kerguelen. Dada a sua habilidade em prosperar em quase qualquer habitat terrestre, está entre as espécies mais invasivas do mundo. É capaz de viver em pequenas ilhas sem nenhum habitante humano. Gatos ferais conseguem viver em florestas, prados, tundra, áreas costeiras, terras agrícolas, matagais, áreas urbanas e zonas húmidas.
Há vários factores que levam a que o gato doméstico seja tratado como uma espécie invasora. Por um lado, como é pouco diferente de um gato selvagem, pode cruzar-se livremente com este. Esta hibridação coloca em perigo a distinção genética de algumas populações de gato selvagem, particularmente na Escócia e Hungria, e possivelmente também na Península Ibérica, e onde quer que áreas naturais protegidas estejam perto de paisagens dominadas por humanos, como no Parque Nacional Kruger na África do Sul. Contudo, a sua introdução em locais sem populações naturais de felinos também contribui para o declínio de espécies nativas.

### Impacto na vida selvagem
Em ilhas, 60% da dieta dos gatos consiste em aves. Em quase todos os casos, o gato não foi identificado como a única causa da redução do número de aves insulares, e em alguns caos, a erradicação dos gatos causou um efeito de "libertação de mesopredadores"; onde a supressão de carnívoros de topo cria uma abundância de predadores mais pequenos que causam um declínio acentuado nas suas presas partilhadas. Gatos domésticos são um factor contribuinte para o declínio de várias espécies, um factor que levou em última instância, em alguns casos, à extinção. Turnagra capensis, Cabalus modestus, e o merganso-de-auckland são algumas espécies de uma longa lista de extinções, sendo a Cotovia-da-ilha-stephen um caso extremo que foi conduzida à extinção apenas alguns anos após a sua descoberta. Um gato assilvestrado na Nova Zelândia matou 102 morcegos da espécie Mystacina tuberculata em sete dias. Nos Estados Unidos, gatos domésticos assilvestrados ou não mantidos dentro de casa matam estimadamente 6,3 a 22,3 mil milhões de mamíferos por ano.
Na Austrália, os gatos têm um impacto maior nas populações de mamíferos do que a perda de habitat. Mais de um milhão de répteis são mortos por gatos ferais por dia, representando 258 espécies. Gatos contribuiram para a extinção de Leiocephalus eremitus e Chioninia coctei.

### Gatos ferais

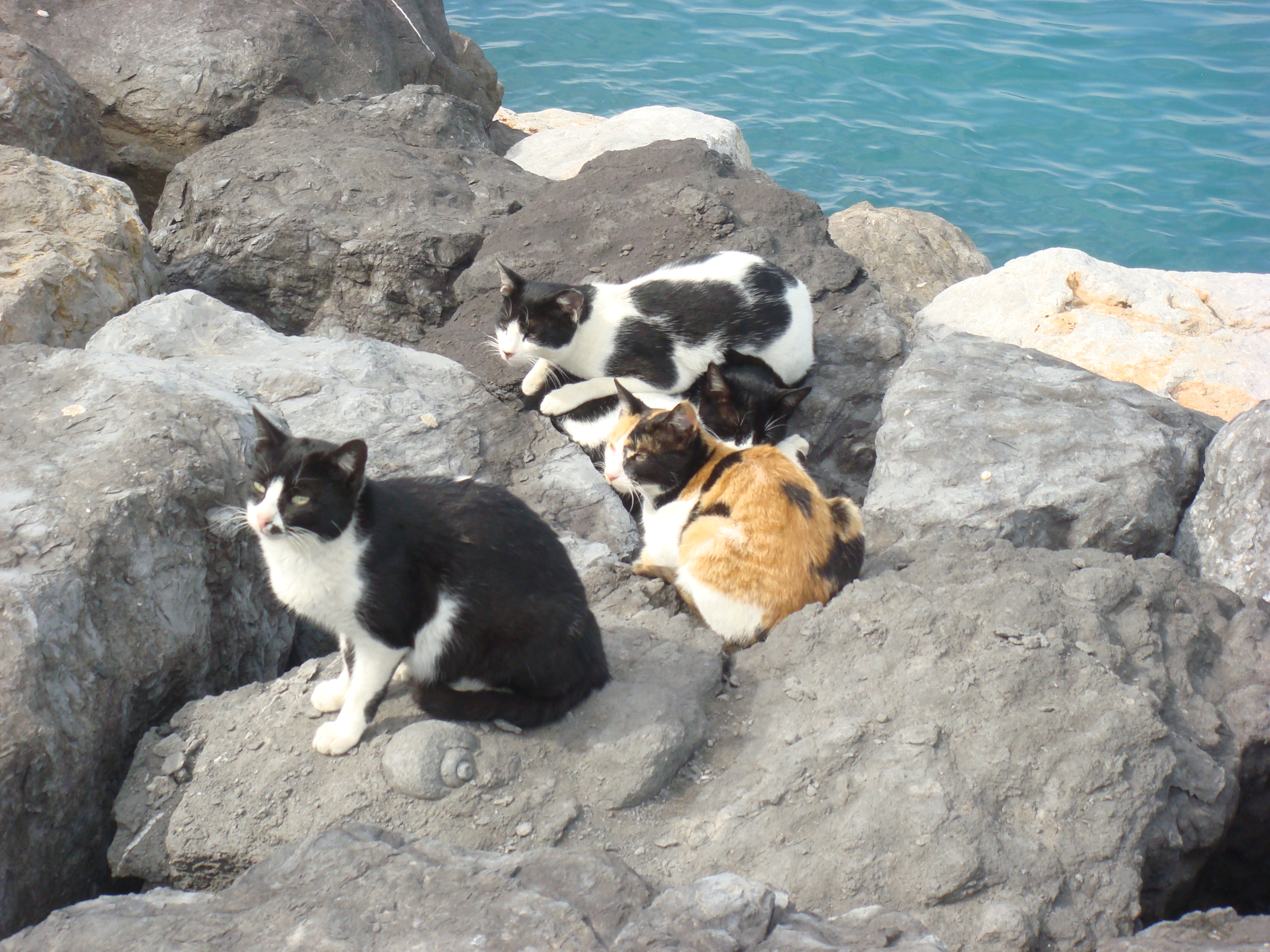
Grupo de gatos ferais vivendo em área rochosa próxima ao mar

Devido ao fato de sua domesticação ser relativamente recente, quando necessário os gatos convertem-se facilmente à vida selvagem, passando a viver em ambientes silvestres. Gatos que nasceram ou cresceram em meio selvagem, sem manterem contato direto com seres humanos, costumam se unir em agrupamentos formados por diversos animais. Os animais que vivem nessa situação recebem o nome de gatos ferais. Esses animais costumam formar colônias nas quais vivem por meio de caça a pequenos animais como aves e roedores. Por crescerem de forma isolada, eles costumam apresentar agressividade e dificilmente aceitam contato com humanos, o que torna sua domesticação ocorrência rara e de elevado nível de dificuldade. Suas colônias podem apresentar diferentes tamanhos, variando desde grandes colônias, com a presença de 25 ou mais gatos; agrupamentos médios contendo 10 a 25 indivíduos; ou ainda, pequenos grupos compostos por menos de 10 animais. Tais colônias usualmente se localizam em áreas afastadas dos centros urbanos; contudo, não é rara a presença de agrupamentos de gatos ferais ocupando parques e grandes terrenos baldios das áreas urbanas.

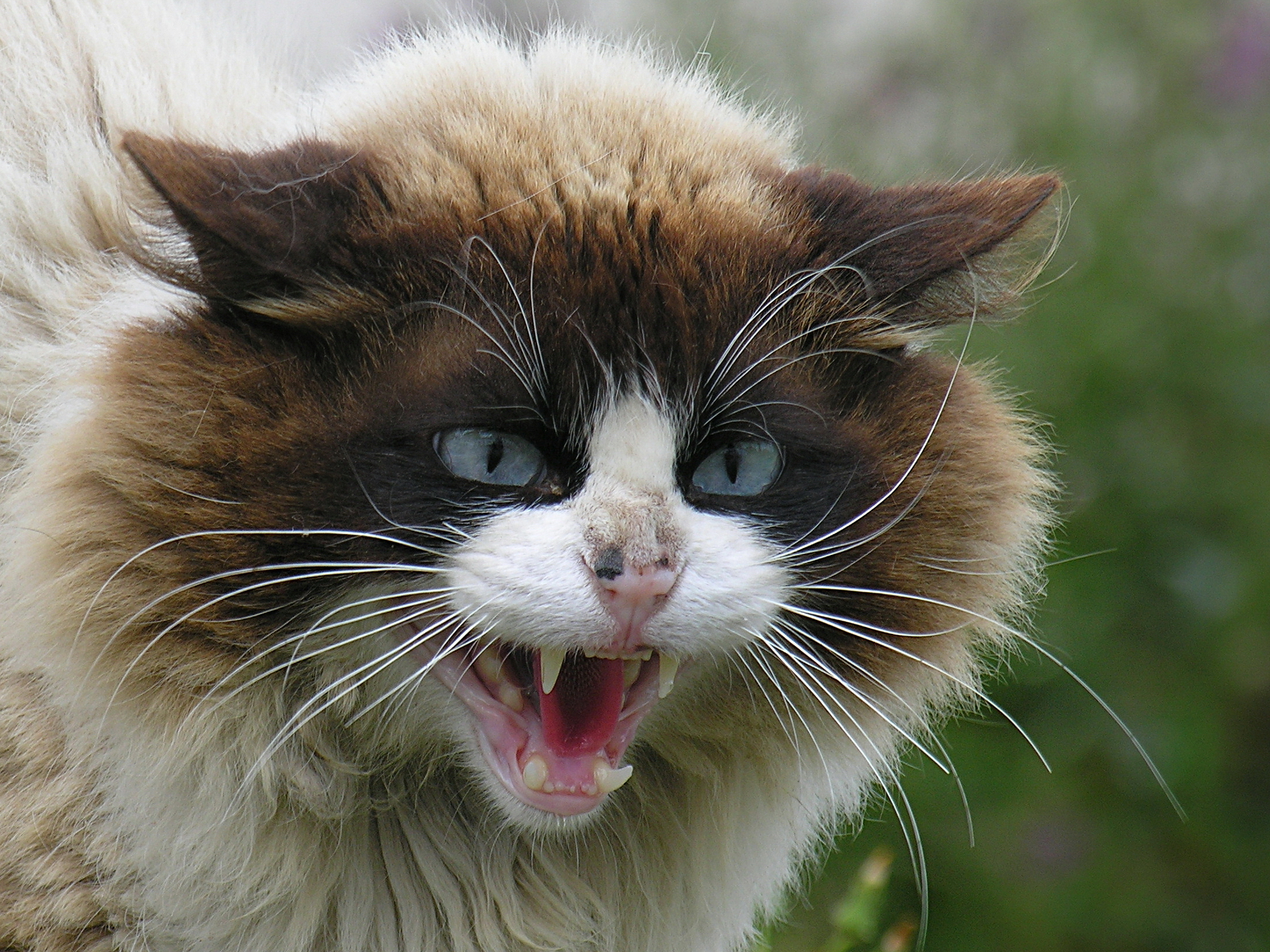
Gato feral em postura defensiva diante de uma ameaça

Uma vez que os gatos ferais são idênticos aos gatos domésticos do ponto de vista genético, não existem distinções significativas das feições físicas entre os gatos ferais e os domésticos. Entretanto, devido a seu modo de vida, normalmente os animais ferais irão apresentar-se mais musculosos que os animais domesticados, uma vez que esses gatos de vida livre realizam atividades físicas de forma mais intensa e frequente. Suas constantes atividades de caça os obrigam a subir em árvores, escalarem rochas e correrem atrás das presas, o que gera grande gasto de energia.
Visualmente, o gato feral pode apresentar pelagem mais rústica. Mas isso não se trata de uma característica genética e sim de um aspecto relacionado ao fato de que, ao adotar um modo de vida selvagem e afastado do convívio com humanos, esses animais não recebem os cuidados que manteriam sua pelagem brilhante e macia. Além disso, suas práticas de caça e as frequentes brigas em defesa do território podem causar ferimentos que deixam cicatrizes, sobre as quais há crescimento irregular de seus pelos. Os gatos de vida livre não precisam de interação com o homem para obterem proteção, alimentos ou companhia. Deste modo, ao contrário dos gatos normais, os ferais não vocalizam para os humanos. Na verdade, por serem dotados de elevado temor e desconfiança em relação ao homem, os gatos ferais normalmente procuram manter-se distantes das pessoas. Caso sejam capturados, esses animais irão empreender fuga e retornarão à natureza na primeira oportunidade que encontrarem para isso.
Devido à sua natureza selvagem, quando retirados de seu ambiente os gatos ferais ficam severamente estressados, o que faz com que tenham seu sistema imunológico abalado. Deste modo doenças preexistentes tornam-se sintomáticas, fazendo com que a saúde do animal se deteriore, podendo causar sua morte. Em alguns casos, pessoas incentivam a manutenção das colônias de gatos ferais, objetivando o controle de pragas nas redondezas, uma vez que suas frequentes atividades de caça evitam a presença de ratos e outros animais indesejáveis. É importante destacar que os gatos ferais devem ser diferenciados dos gatos de rua, uma vez que os animais ferais vivem em comunidades, evitando o contato com humanos. Já os gatos de rua são animais que embora vivam ao relento se alimentando das comidas que encontrem nas ruas, apresentam boa capacidade de socialização, aceitando e apreciando o contato com as pessoas. Ao contrário dos animais ferais, gatos de rua podem facilmente ser convertidos em animais de estimação, bastando para isso que um humano lhe forneça abrigo e alimento.

## Comunicação

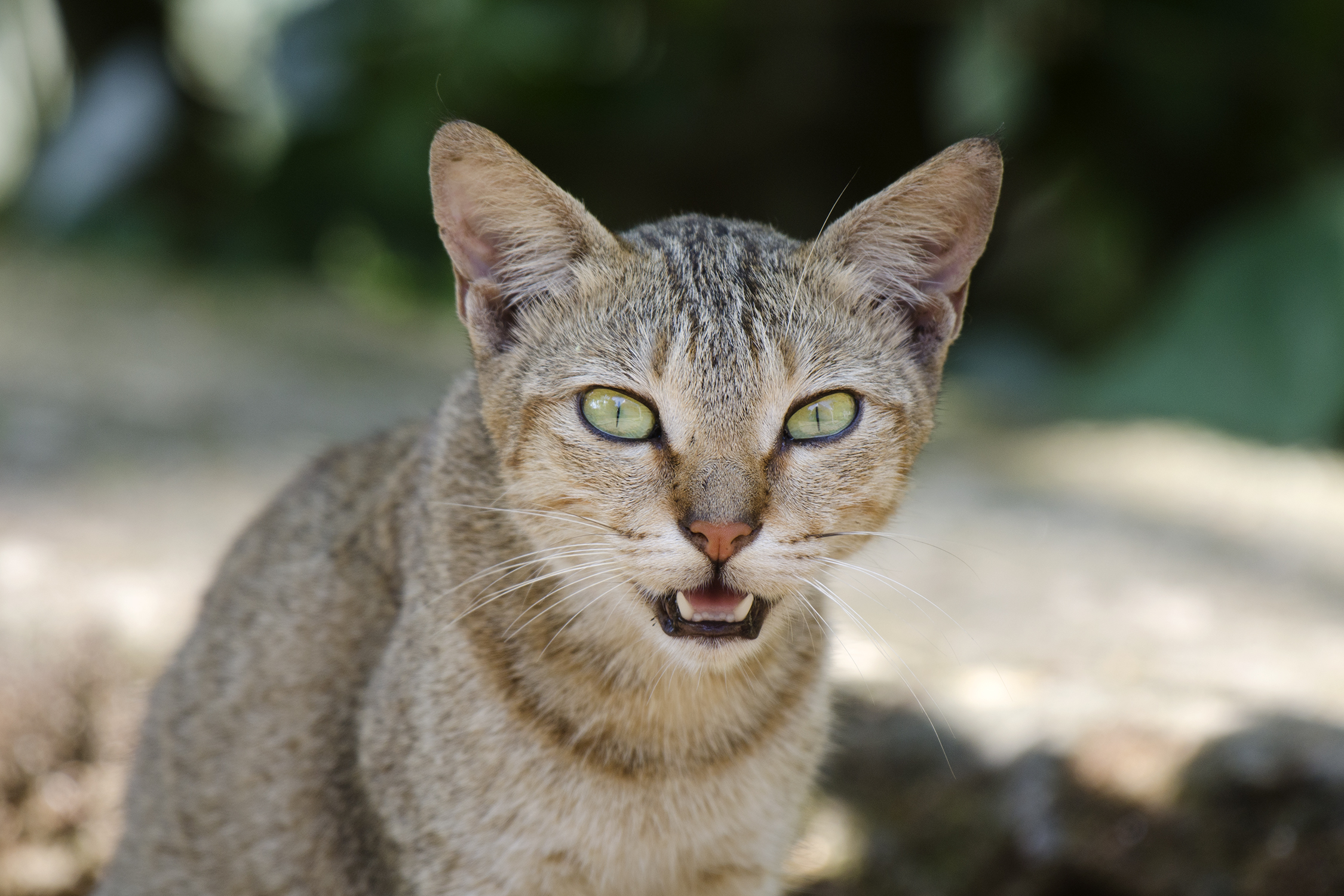
Um gato doméstico vocalizando

Os gatos conseguem comunicar-se de forma bastante eficaz, seja com humanos ou com outros seres de sua espécie. Estudos da inteligência em gatos têm demonstrado que tais animais são dotados de um aparato cognitivo capaz de lhes propiciar diversas ações, que podem ser compreendidas como sinais de inteligência. O cérebro destes animais apresenta estruturas complexas que possibilita-lhes desenvolver uma espécie de linguagem, comunicando-se por meio de miados, ronronares, bufos, gritos e linguagens corporais.
Do ponto de vista biológico, o cérebro do gato apresenta mais semelhanças com o cérebro humano do que com o cérebro canino  A avançada estrutura de seu cérebro faz com que esses felinos sejam frequentemente utilizados como animais experimentais, tendo em vista que esse órgão apresenta estrutura muito similar àquela observada no cérebro humano.  Pesquisas indicam que, tanto no homem quanto no gato, o mesmo setor cerebral é o responsável pela existência de diversas sensações e emoções.

### Miado
O miado é o som típico que caracteriza o gato. É transcrito onomatopeicamente como "miau" em português (em diversas outras línguas apresenta grafia semelhante, como "meow", "miaow", "maw", etc.) O miado é uma forma que os gatos criaram para comunicar com humanos. Em estado selvagem, gatos raramente miam, usando marcas odoríferas e arranhões para marcar território e avisar outros gatos de que estiveram ali. Diferentemente do ronronar, o miado possui um som mais agudo e audível a uma grande distância. A pronúncia desta chamada varia significativamente, dependendo de seu propósito. Usualmente, o gato vocaliza indicando sofrimento, solicitando atenção humana (por exemplo, para ser alimentado), ou como uma saudação. Alguns vocalizam excessivamente, enquanto outros raramente miam. Dependendo da raça, são capazes de emitir cerca de 100 tipos de vocalizações diferentes, incluindo sons que se assemelham à linguagem humana. Os machos possuem vocalização mais forte e grave que as fêmeas e a espécie doméstica costuma miar muito mais do que a selvagem, já que é a principal forma que eles têm de chamar a atenção de seus donos.

### Outros sons

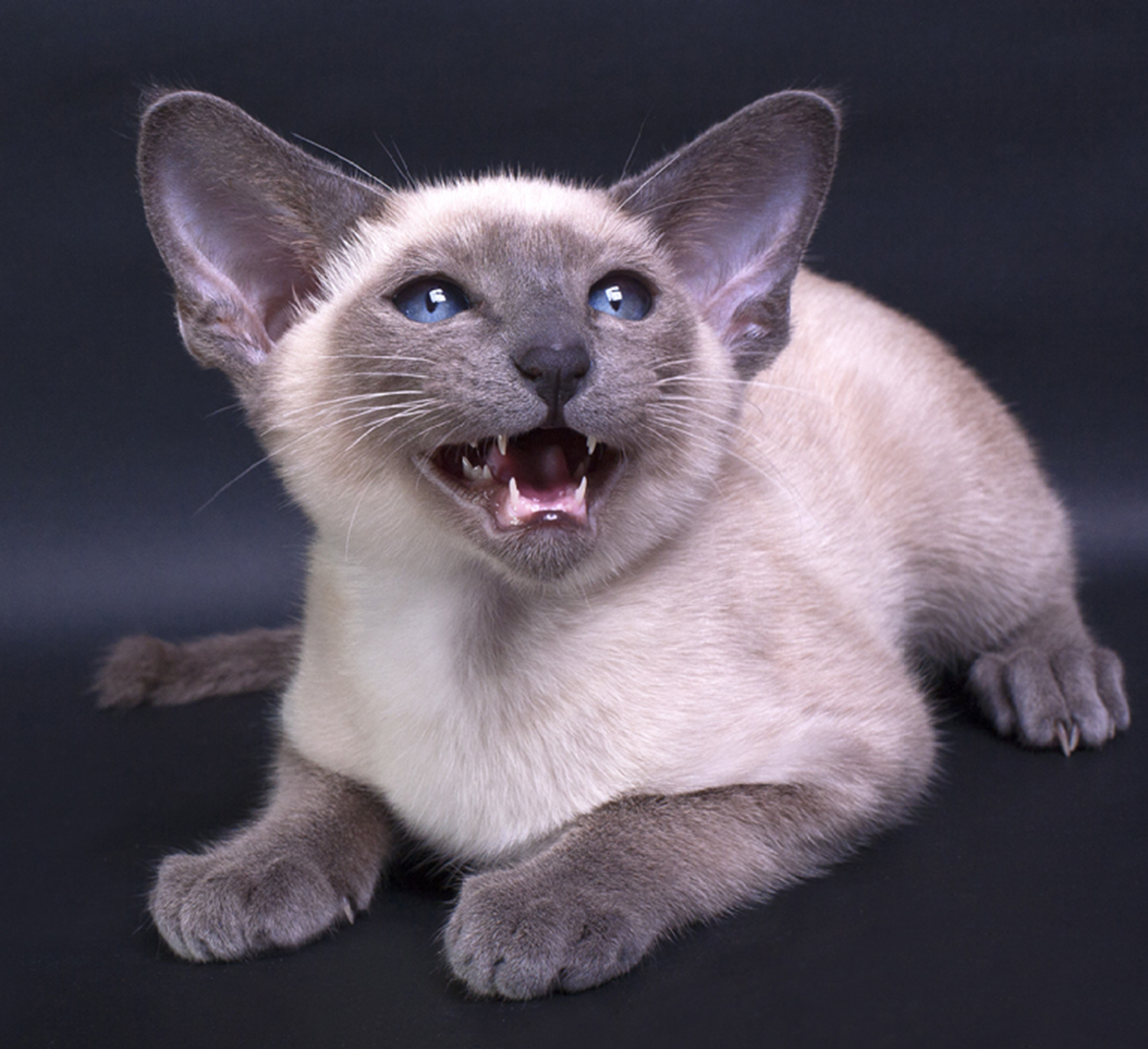
Gatos domésticos miam para chamar a atenção dos humanos

O gato geralmente ronrona quando se encontra num estado de calma, prazer ou satisfação. Entretanto, pode ronronar quando está se sentindo angustiado, aflito ou com dor. Ronrona na presença de outros gatos ou, se ainda filhotes, na presença da mãe - por exemplo. Existem muitas teorias que explicam a origem deste som, incluindo vibração das falsas cordas vocais quando inspiram ou expiram, o som do sangue circulando pela artéria aorta, ressonância direta nos pulmões, entre outras. Atualmente, acredita-se que o ronronar é o resultado de impulsos rítmicos produzidos por sua laringe. Quando um gato emite o característico som de satisfação, é possível sentir sua garganta vibrar. Dentro da garganta, juntamente com as cordas vocais, o gato possui um par de estruturas chamadas pregas vestibulares. Alguns pesquisadores acreditam que essas pregas vibram quando o gato ronrona.
A maioria dos gatos bufa ou grunhe quando está em perigo. Alguns podem gorjear, quando observam uma presa ou expressando interesse a um objeto próximo. Quando esse som é dirigido a uma presa fora de alcance, não se sabe se é com a intenção de apresentar um barulho ameaçador, uma expressão de frustração ou para imitar o canto de uma ave (ou de uma presa da ave, como a cigarra). Recentemente, estudiosos do comportamento animal creem que este som é um "comportamento de ensaio", no qual o gato antecipa ou pratica como matar sua presa, já que o barulho usualmente acompanha um movimento da mandíbula similar ao que utilizam para matar a presa.

## Doenças e zoonoses
Como os demais mamíferos, os gatos são passíveis de contaminação por doenças causadas por vírus, fungos e bactérias. Estas doenças geralmente se manifestam por meio de sintomas como falta de apetite, apatia e outras alterações comportamentais. Poucas dessas doenças podem contaminar os seres humanos. No entanto, um grande número de pessoas são alérgicas a uma proteína produzida pelos felinos, apresentando sintomas no sistema respiratório quando entram em contato com fragmentos de pelos desses animais.

### Alergias

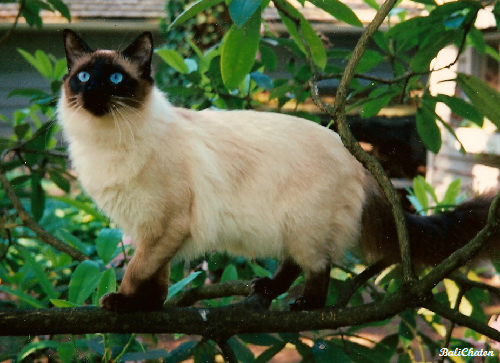
Gato balinês, uma das raças reconhecidas pela baixa produção de proteínas alérgenas

Alguns felinos podem desenvolver severas reações alérgicas quando submetidos a determinadas medicações, como, por exemplo, a ivermectina, que é tradicionalmente aplicada no controle de pequenos parasitas, como carrapatos, pulgas e piolhos. Em determinadas situações, essa substância pode ocasionar o inchaço do cérebro do felino, provocando fortes dores, perda de controle muscular, cegueira temporária, perda de apetite, retenção de urina e febre, chegando a levar o animal ao estado de coma. A forma de se combater alergias desse tipo é por meio da aplicação de antídotos contra ação do medicamento anteriormente ministrado.
Muitos humanos são alérgicos à glicoproteína Fel d 1, presente na saliva dos gatos e transmitida em contato com a pele ou com o pelo do animal. A glicoproteína Fel d1 pode gerar espirros, irritação das vias respiratórias e, em casos mais agudos, asma, rinite e outras reações alérgicas. No dia 24 de setembro de 2006, a empresa biotecnológica Allerca anunciou o começo da criação dos primeiros gatos hipoalergênicos. Além disso, existem algumas raças de gatos que produzem pequenas quantidades da proteína responsável pela reação alérgica, não causando, deste modo, problemas às pessoas sensíveis.
Dentre as raças de gatos mais recomendadas para pessoas alérgicas, frequentemente são citadas as seguintes: balinês, javanês, devon rex, cornish rex, sphynx e siberiano. Em todas essas linhagens, os espécimes apresentam baixa produção da proteína Fel d1, minimizando significativamente o risco de reação alérgica à qualquer pessoa que conviva no mesmo ambiente.
A alergia aos felinos pode ser tratada via técnicas de imunoterapia. Os sintomas também tendem a diminuir e até mesmo desaparecer em decorrência de um processo de tolerância aos alérgenos que se desenvolve ao longo de anos de contato com esses animais. Dessa forma, não é incomum que pessoas inicialmente alérgicas, consigam conviver com gatos após transcorrer certo período, deixando de exibir os sintomas característicos das crises de alergia a felinos.

### Toxoplasmose
A toxoplasmose é uma zoonose de distribuição mundial. Trata-se de uma doença infecciosa causada pelo protozoário Toxoplasma gondii. Ocorre em animais de estimação e de produção, incluindo suínos, caprinos, aves, animais silvestres, cães, gatos e a maioria dos vertebrados terrestres homeotérmicos (bovinos, suínos, cabras, etc.). Usualmente, os gatos são responsabilizados pela transmissão direta da toxoplasmose aos humanos, mas pesquisas atuais indicam que na maioria das vezes essa acusação é incorreta, tendo em vista que o Toxoplasma gondii, causador da doença, necessita de um período de incubação após ser expelido pelo organismo do animal, por meio das fezes. Deste modo, para que haja contaminação, é necessário que haja contato com as fezes secas do animal. Portanto, bastaria manter o gato num ambiente higienizado, com limpeza diária de sua caixa de areia, para não haver preocupação em adquirir essa zoonose.
A toxoplasmose pode ser perigosa especialmente à mulher grávida, sendo uma possível causadora de má-formações fetais e surdez congênita. Os felinos desempenham um papel chave no ciclo desta enfermidade, sendo hospedeiro do parasita. O gato pode adquirir a doença ao se alimentar de algum pássaro ou rato infectado. Logo, os gatos envolvidos na transmissão são somente aqueles que têm possibilidade de caçar ratos (gatos silvestres ou de fazendas). Como os gatos domésticos são, normalmente, alimentados apenas com ração, esse risco é extremamente reduzido, bastando certificar-se de que o gato de estimação não tenha por hábito caçar animais. Destaca-se ainda que é improvável que um gato doméstico ingira os animais que caça, tendo em vista que a maioria trata a carcaça de suas vítimas como "troféus", não se alimentando delas. Quando contaminado, o felino excreta os oocistos ("ovos" do protozoário) nas suas fezes, e o humano pode ser infectado via oral ao não lavar as mãos corretamente depois de limpar a caixa de areia do animal, ou não lavar os vegetais que foram plantados em locais que contêm fezes de gatos, por exemplo. Mas a contaminação apenas é possível se esse contato ocorrer após o período de incubação desses ovos. Assim, boas condições de higiene tornam improvável algum tipo de infecção.
Segundo a Organização Mundial da Saúde (OMS), o principal contágio da toxoplasmose não é o contato com gatos domésticos, mas sim a ingestão de protozoários presentes na carne vermelha crua ou mal cozida, bem como em vegetais mal lavados e contaminados com dejetos de animais.

### Leucemia felina

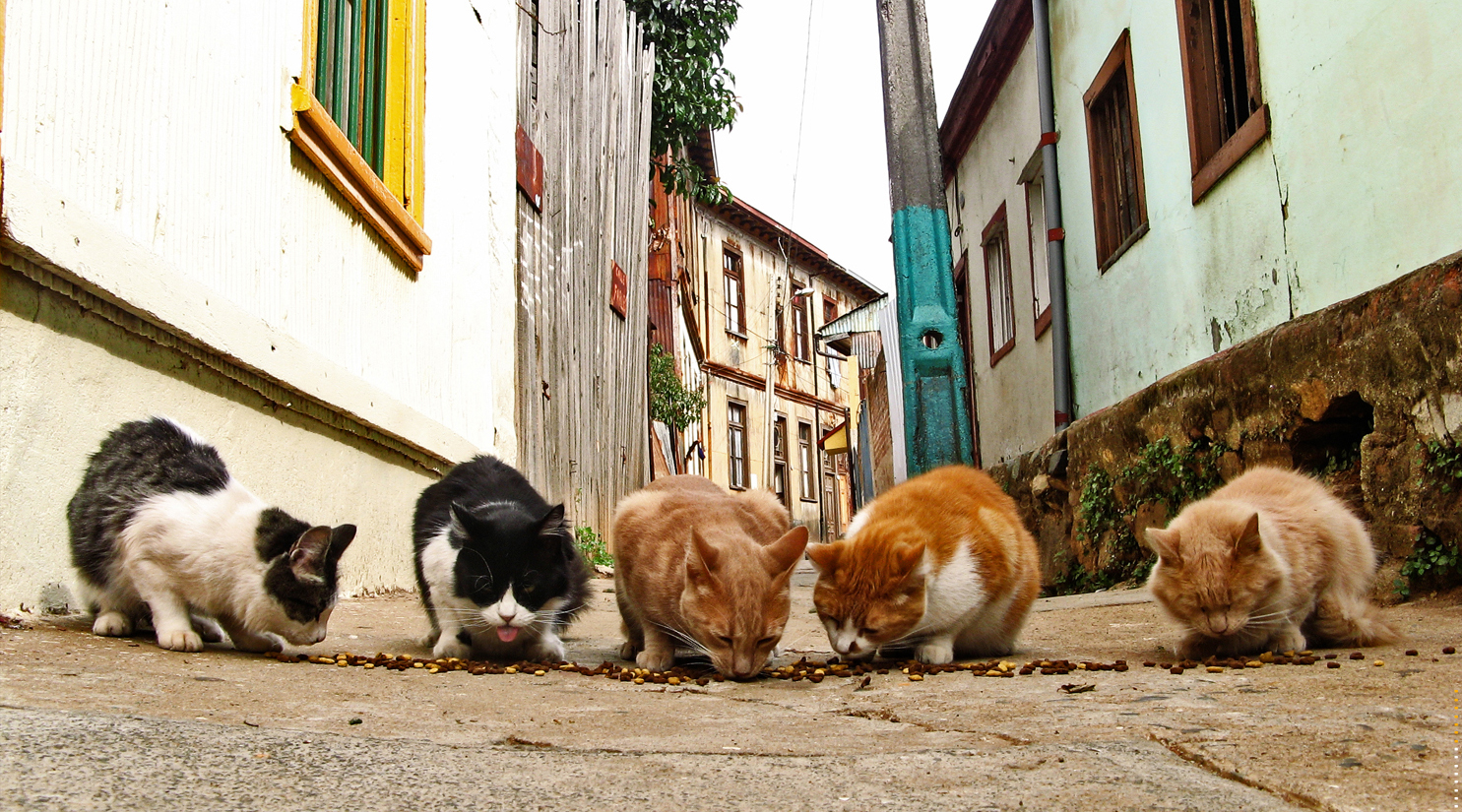
Gatos que vivem nas ruas são mais suscetíveis a doenças como a Leucemia e a Panleucopenia felina

A leucemia felina, provocada por um vírus, é uma das doenças mais complexas que afeta os gatos. Diferentemente da versão humana da doença, é contagiosa, podendo ser transmitida de gato para gato por meio da saliva ou pelo contato com sangue contaminado. No entanto, não é transmitida aos seres humanos, tendo em vista que o agente causador somente sobrevive no organismo dos felinos. A vacinação contra a leucemia confere proteção aos gatos em 95% dos casos. A castração reduz a possibilidade de contaminação, já que o animal tende a permanecer mais em casa e não ter contato com outros gatos.
A leucemia felina é uma doença desconhecida por muitos veterinários, que, ao não saber como tratá-la, recomendam o sacrifício do animal. Inicialmente, esta doença se manifesta pela perda parcial da defesa imunológica do gato portador. Porém, trata-se de uma doença degenerativa, cuja gravidade vai avançando ao mesmo tempo que reduz a expectativa de vida em alguns anos. Tratamentos podem abrandar os problemas, sobretudo se o gato viver em boas condições, uma vez que, devido à baixa imunidade, qualquer doença de menor gravidade pode ser altamente perigosa para o animal. Durante o estado crítico, o gato necessita de cuidados e boa alimentação, acompanhado por veterinários, e do uso do interferon. A leucemia felina "terminal" ocorre quando a doença atinge a medula óssea, anulando totalmente a produção de glóbulos brancos à sua defesa; quando esta ocorre, o animal começa a ter a sua saúde deteriorada rapidamente e passa a sofrer fortes dores, de modo que o sacrifício é a única solução.

### Panleucopenia felina

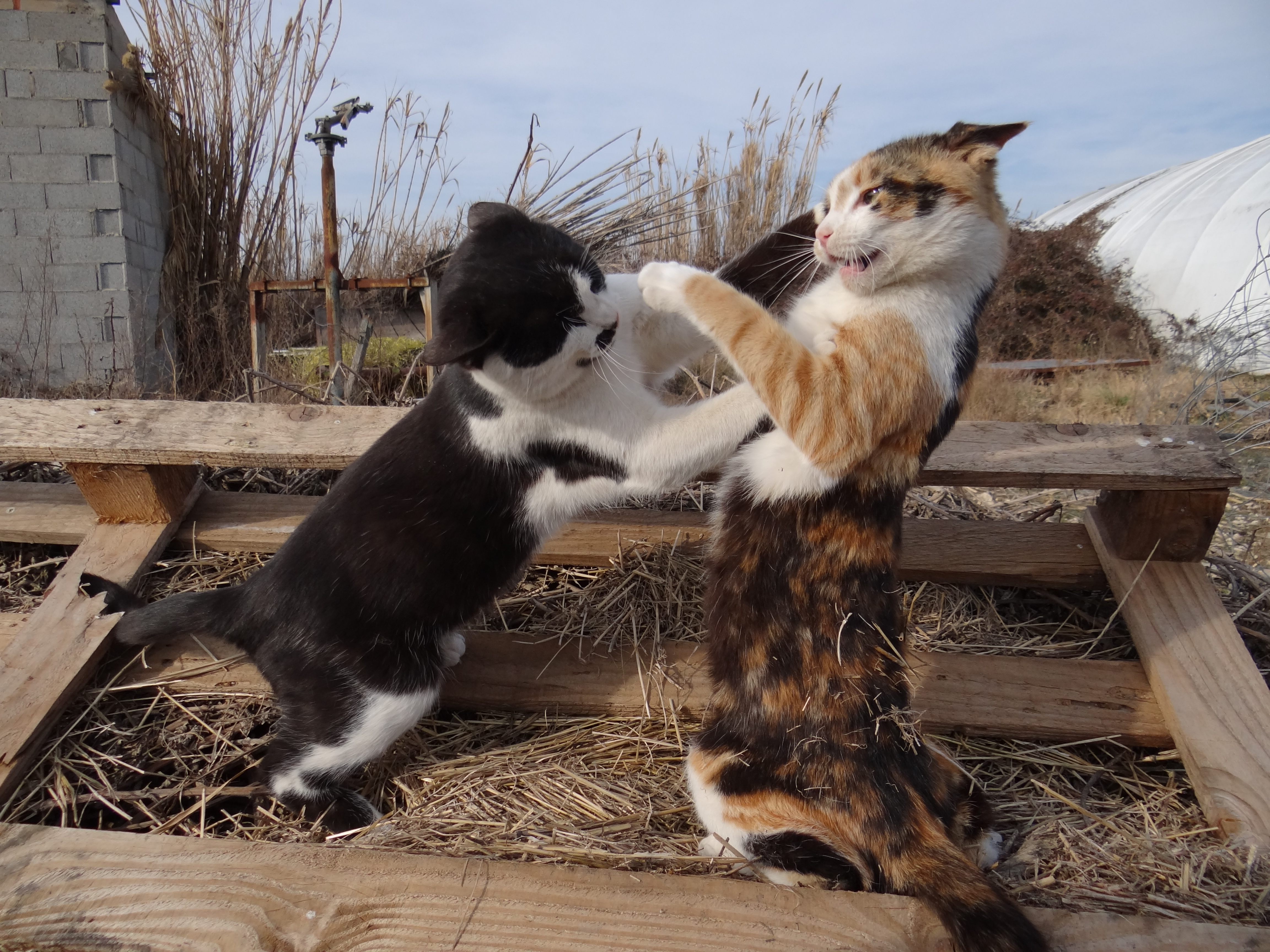
Brigas podem causar contato com sangue e saliva contaminados

A panleucopenia felina é uma doença viral que acomete gatos domésticos e outros membros das famílias Felidae, Mustelidae, Viverridae e Procyonidae. O agente causador é um vírus classificado como parvovírus felino. Essa doença não é transmissível ao homem e nem a outros animais de estimação. Trata-se de uma enfermidade altamente contagiosa aos felinos, caracterizada pelo aparecimento súbito de febre, falta de apetite, depressão, vômitos e diarreia, desidratação e leucopenia. Foram relatadas ocorrências da panleucopenia transmitida pelo colostro e pelo leite.
Os incubadores do vírus são os próprios gatos, sendo que a transmissão é feita mediante contato direto com os gatos contaminados e/ou doentes, através de alimentos ou água contaminada, pelo contato com fezes ou urina (que ocorre quando um animal sadio usa uma caixa de areia contaminada por um gato doente), contato com vômito, saliva, ou ectoparasitas como pulgas e carrapatos.
Os indivíduos doentes passam por um tratamento de elevada complexidade. Os animais que conseguem sobreviver mais de uma semana, evitando-se a todo o custo a desidratação, têm possibilidade plena de se salvar. Contudo, isto ocorre apenas em 20% dos casos, indicando que a prevenção por meio da aplicação de vacinas ainda é a melhor forma de se evitar a ocorrência do problema.

### Peritonite infecciosa felina

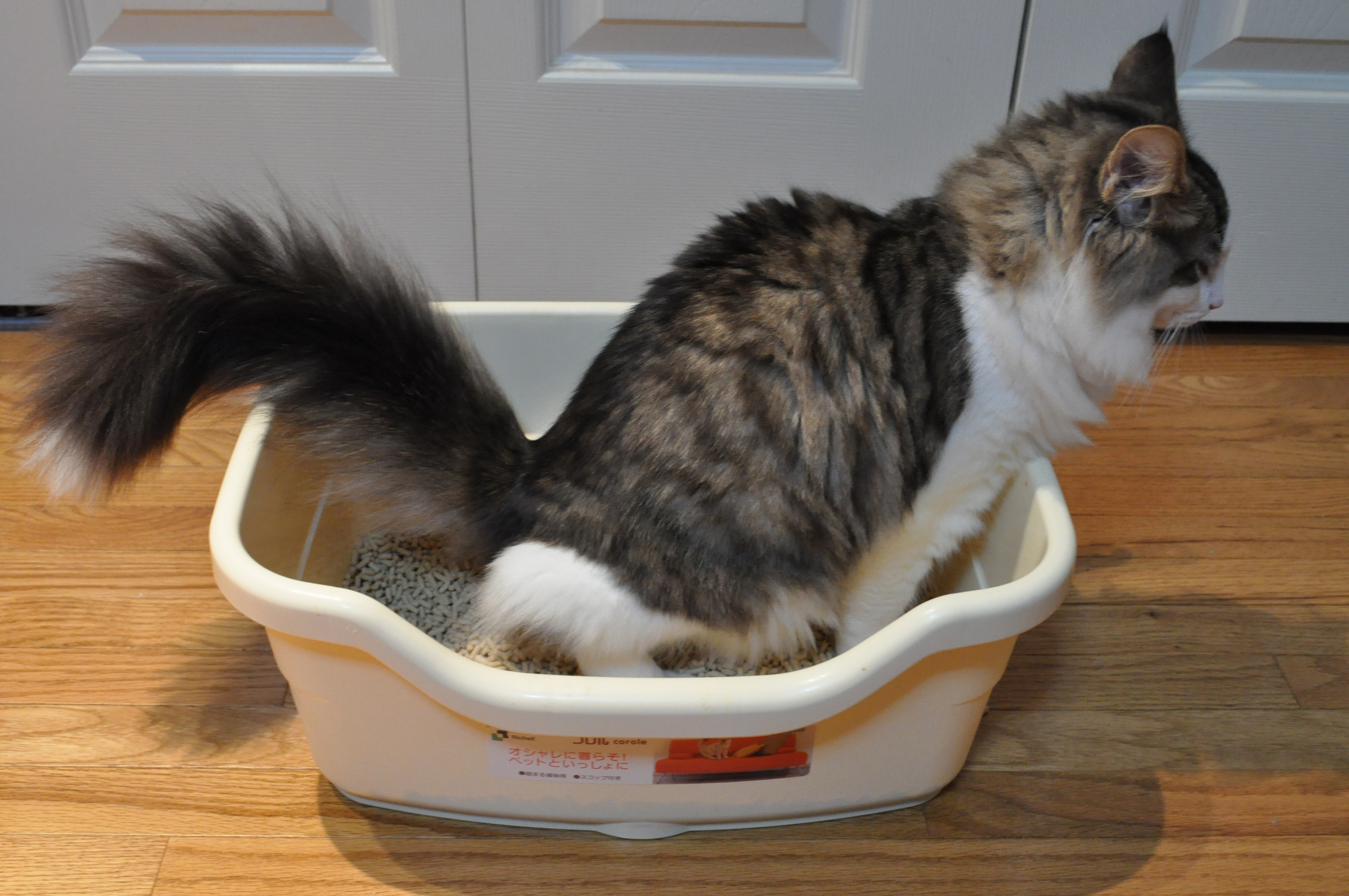
O compartilhamento da caixa de areia pode aumentar o risco de transmissão de doenças

A peritonite infecciosa felina, mais conhecida pelo acrônimo PIF, é uma doença que se desenvolve apenas através da mutação do vírus Coronavírus Felino. É raro ocorrer a mutação, mas quando ocorre, é uma síndrome viral que pode se desenvolver na forma úmida ou seca. E caso não ocorra a mutação, o vírus Coronavírus Felino, por ter predileção ao sistema intestinal, apenas desenvolverá sintomas leves como diarreia, por exemplo. Na forma seca, o fígado, os rins, o cérebro e e todo o sistema nervoso dos animais, podem ser impactos. Na forma úmida, geralmente a mais comum observada, pode se observar ascite, ou outros acúmulos de líquidos, como efusão pleural, etc. A peritonite infecciosa felina não é transmitida entre os felinos. É o vírus Coronavírus felino, apenas, que pode ser transmitido. E isso não significa que vai fazer a mutação. A mutação ainda não é completamente entendida, mas está relacionada com um felino que tenha um problema no seu sistema de defesa, que acabará permitindo a mutação ocorrer. Mas isso é mais raro de ocorrer. Já a transmissão do vírus Coronavírus Felino, se dá pela via fecal, através do contato com as fezes contaminadas, o que ocorre, sobretudo, quando diversos gatos dividem uma mesma liteira. Contudo, trata-se de um vírus que ataca exclusivamente os felinos, não oferecendo assim risco de contágio aos seres humanos.

### Síndrome urológica felina

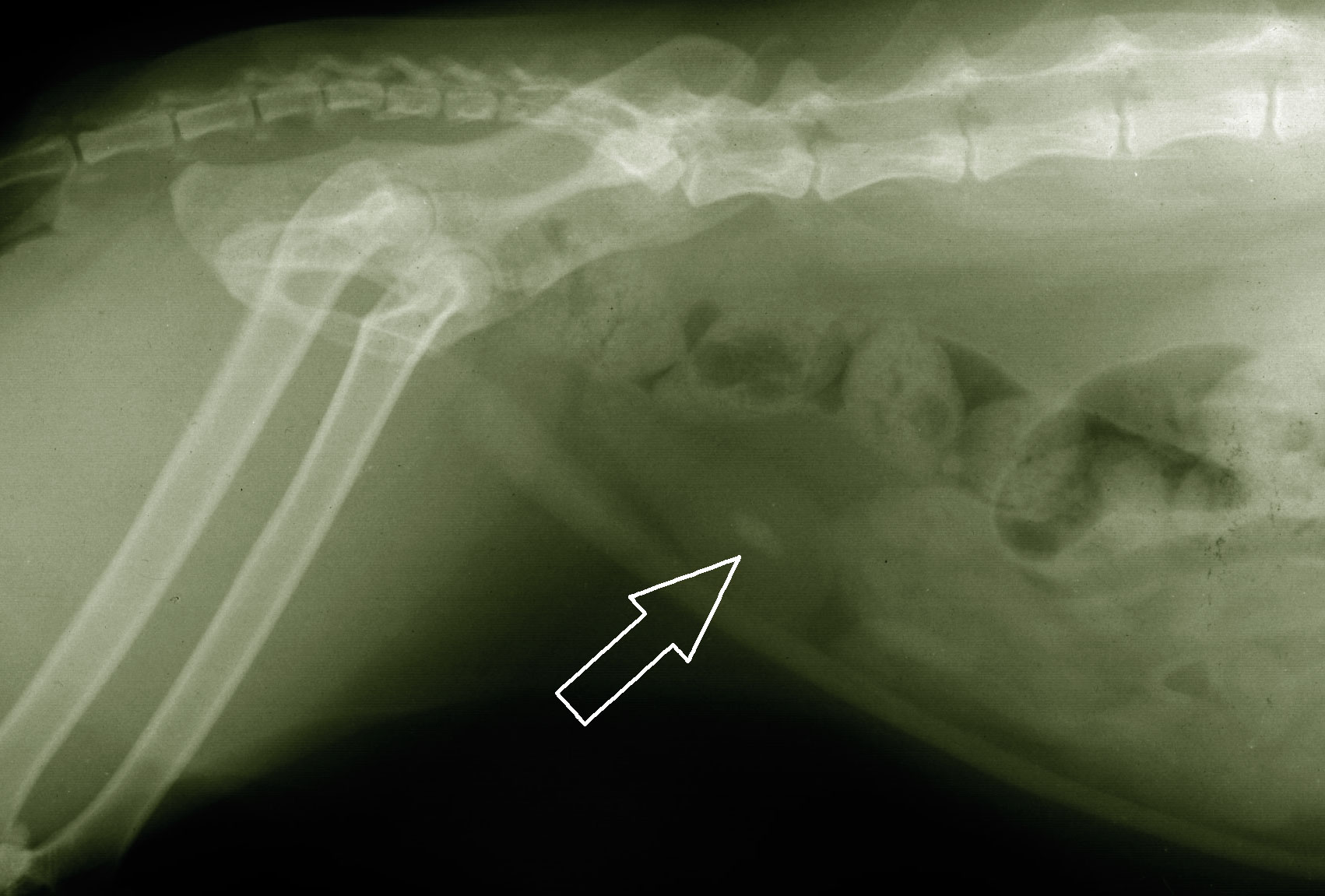
Radiografia evidenciando a existência de um cálculo na bexiga de um gato. A mancha mais clara, na ponta da seta, indica a presença de calcificação no interior do órgão em questão

A síndrome urológica felina consiste num conjunto de problemas que surgem nos felinos com o avanço da idade. O animal afetado apresenta problemas inflamatórios no sistema urinário, dentre os quais destacam-se a cistite, uremia e formação de cálculos renais e na bexiga.
O principal sintoma consiste na dificuldade e dor ao urinar; algumas vezes nota-se a presença de sangue na urina. As causas dessa doença estão ligadas à alimentação do animal, além de fatores genéticos que implicam uma predisposição à sua ocorrência. O tratamento consiste na aplicação de medicamentos contra as dores e a infecção, além de um rigoroso controle na dieta do animal. Deve ser oferecida água limpa em abundância e rações que não tenham acidificantes em sua formulação, ou apresentem elevados índices de magnésio.
Com uma alimentação adequada, há uma considerável diminuição da probabilidade de formação de cálculos no sistema urinário. Existem no mercado diversas rações balanceadas para diferentes tipos de gatos, variando de acordo com diversos elementos, como a raça do animal, sua idade, sexo, se é castrado ou não. É até mesmo possível encontrar rações específicas para gatos portadores da síndrome urológica felina, capazes de reduzir o pH urinário e melhorar o funcionamento dos rins, auxiliando na dissolução dos cálculos existentes e prevenindo a formação de novas calcificações.

## Raças

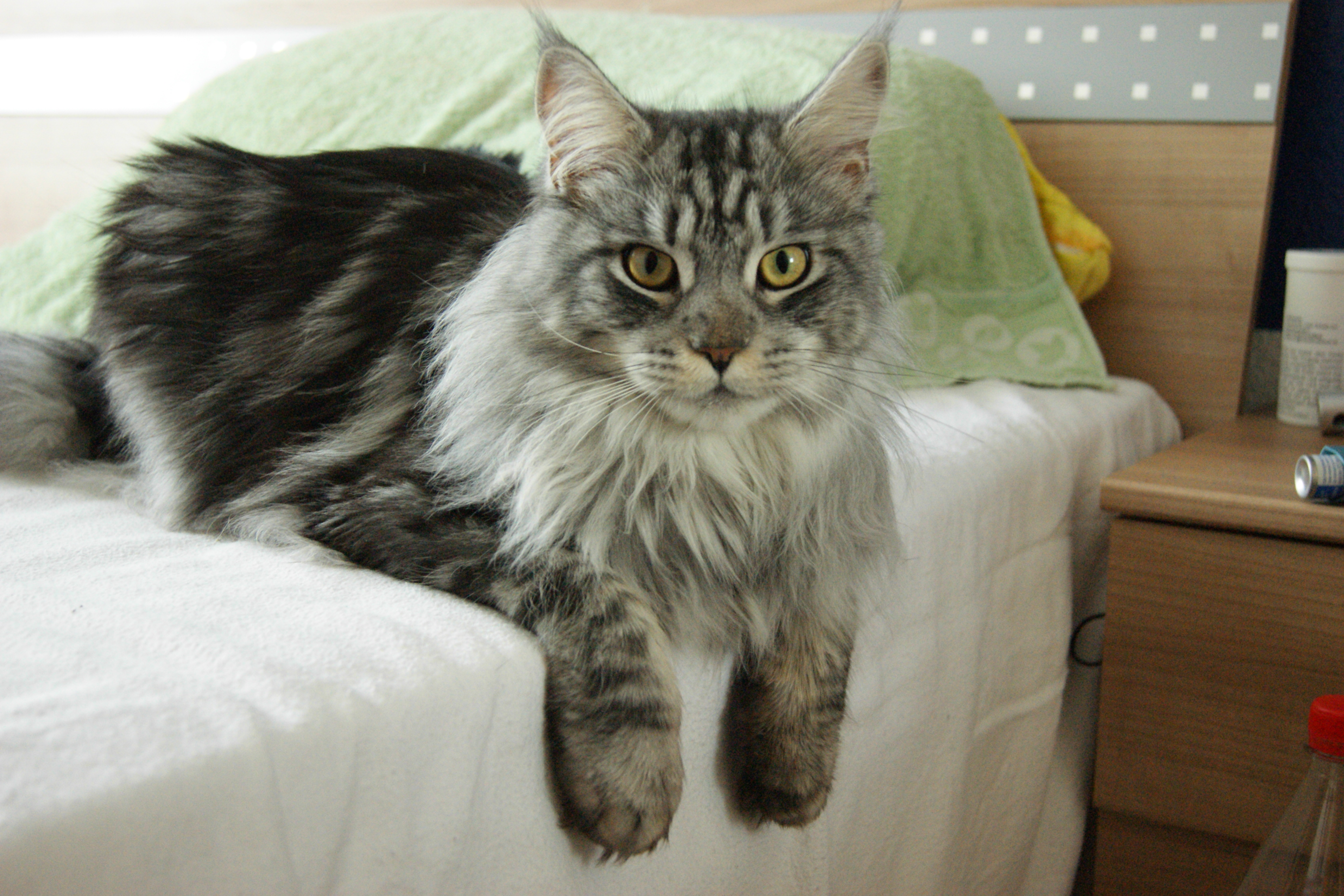
Podendo alcançar peso superior a 20 quilos, o Maine Coon é a maior raça de gatos

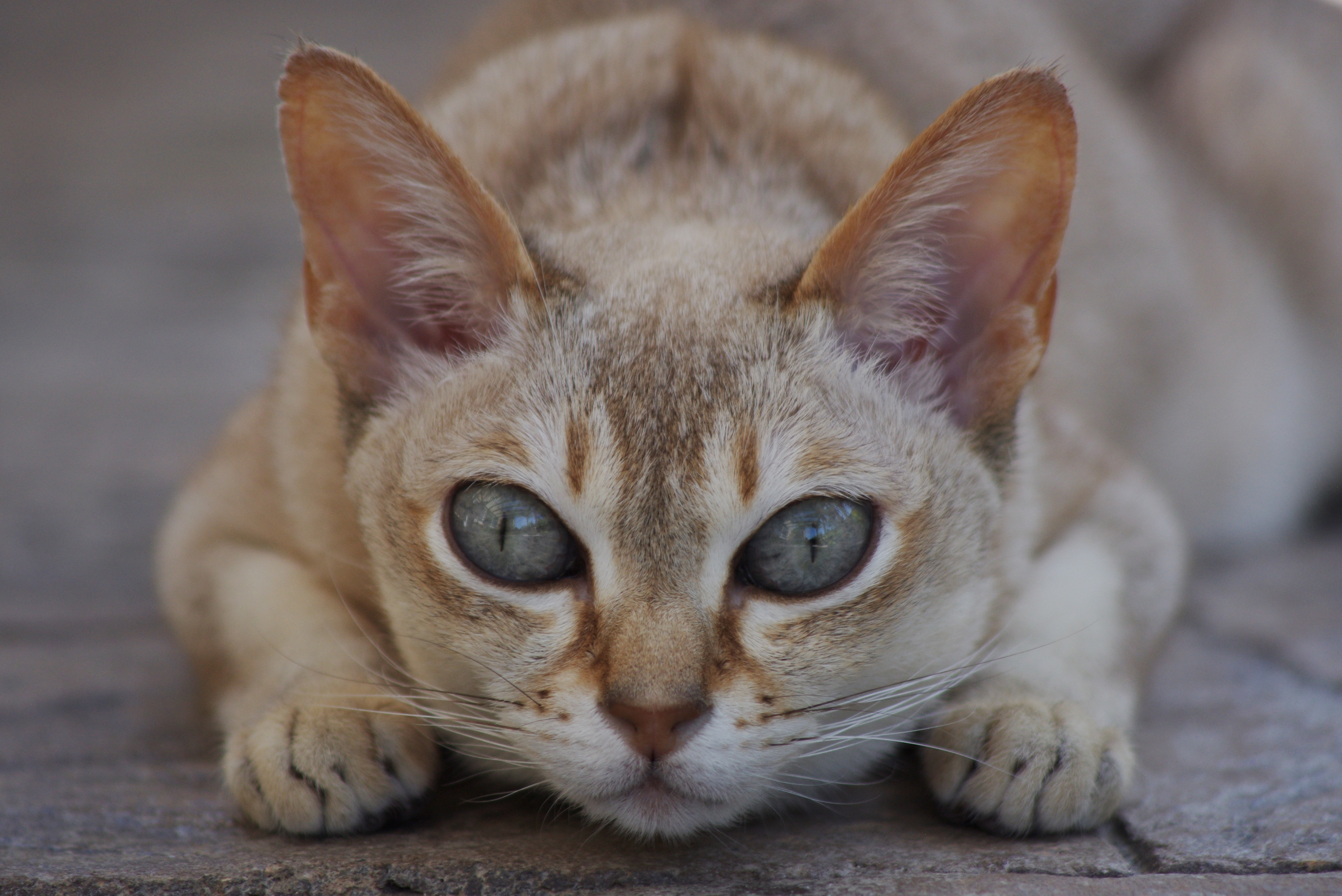
Com até 2,7 quilos, o Singapura é uma das menores raças de gatos

Os gatos apresentam uma grande variedade de cores e padrões. As raças podem ser divididas em três categorias: pelo longo, pelo curto e pelo ralo. A pelagem pode ainda ser dividida em lisa ou ondulada, existindo variações intermediárias. A cor dos olhos também pode estar relacionada a certas raças. Os gatos persas, por exemplo, costumam apresentar íris com a mesma coloração dos pelos. A maior parte das raças foram desenvolvidas recentemente, de modo a ressaltar determinadas características desejadas e inibir outras indesejadas. Por exemplo, enquanto um gato bengal possui pernas alongadas, um Munchkin jamais deve apresentar tal característica.
Ou ainda, enquanto caudas longas e exuberantes são imprescindíveis à beleza dos persas e himalaios, não fazem parte do padrão existente à raça Bobtail. Diferentes raças tendem a apresentar graus distintos de suscetibilidade a certas doenças. Os gatos do padrão Keltic Shorthair normalmente são mais resistentes a problemas de saúde, uma vez que tais animais derivam de gatos de rua. Nesse caso, a seleção natural faz com que apenas os animais mais adaptados sobrevivam e consigam passar seus genes adiante.
Estima-se que, atualmente, existam mais de 250 diferentes raças de gatos domésticos. Algumas delas surgiram naturalmente, a partir de cruzamentos entre gatos sem raça definida que portavam diferentes características. Outras foram desenvolvidas por meio de cruzamentos planejados por criadores, visando um aprimoramento genético, com a intenção de ressaltar determinadas feições dos animais. Segundo associações de criadores de felinos, como a Associação Internacional de Gatos (TICA), existem entre 70 e 40 raças oficiais de gatos domésticos.

## Cultura popular
Os gatos sempre foram muito referenciados na cultura popular. Dentre os antigos povos que reverenciavam os gatos, destacam-se as civilizações egípcia, birmanesa, celta, latina, nórdica e persa. Todas essas culturas tinham em comum a presença de deuses que apresentavam-se na forma de gatos.
Na cultura celta, a deusa Ceridwen possui uma relação com o culto ao gato, por meio de seu filho Taliesin, o qual, numa de suas reencarnações, foi descrito como sendo um gato de cabeça sarapintada. Na mitologia nórdica, existe a deusa Freya, a qual possui uma carruagem puxada por dois gatos, que representavam as qualidades da deusa: a fertilidade e a ferocidade. Esses gatos exibiam as facetas do gato doméstico, ao mesmo tempo afetuosos, ternos e ferozes. Os templos pagãos da região nórdica eram frequentemente adornados com imagens de gatos. Na Finlândia, havia a crença de que as almas dos mortos eram levadas ao além por meio de um trenó puxado por gatos. A cultura islâmica relata várias associações entre os gatos e o profeta Maomé, a quem teriam inclusive salvo da morte, ao matar uma serpente que o atacava.
Na Ásia, os gatos foram venerados pelos primeiros budistas, devido a sua capacidade elevada de autodomínio e ao fato do animal apresentar capacidade de concentração semelhante à obtida por meio da meditação. Na China, estatuetas de gatos eram utilizadas para afugentar maus espíritos. Tal povo acreditava na existência de dois tipos distintos de gatos: os bons e os maus, que podiam ser facilmente diferenciados, uma vez que os maus tinham duas caudas.

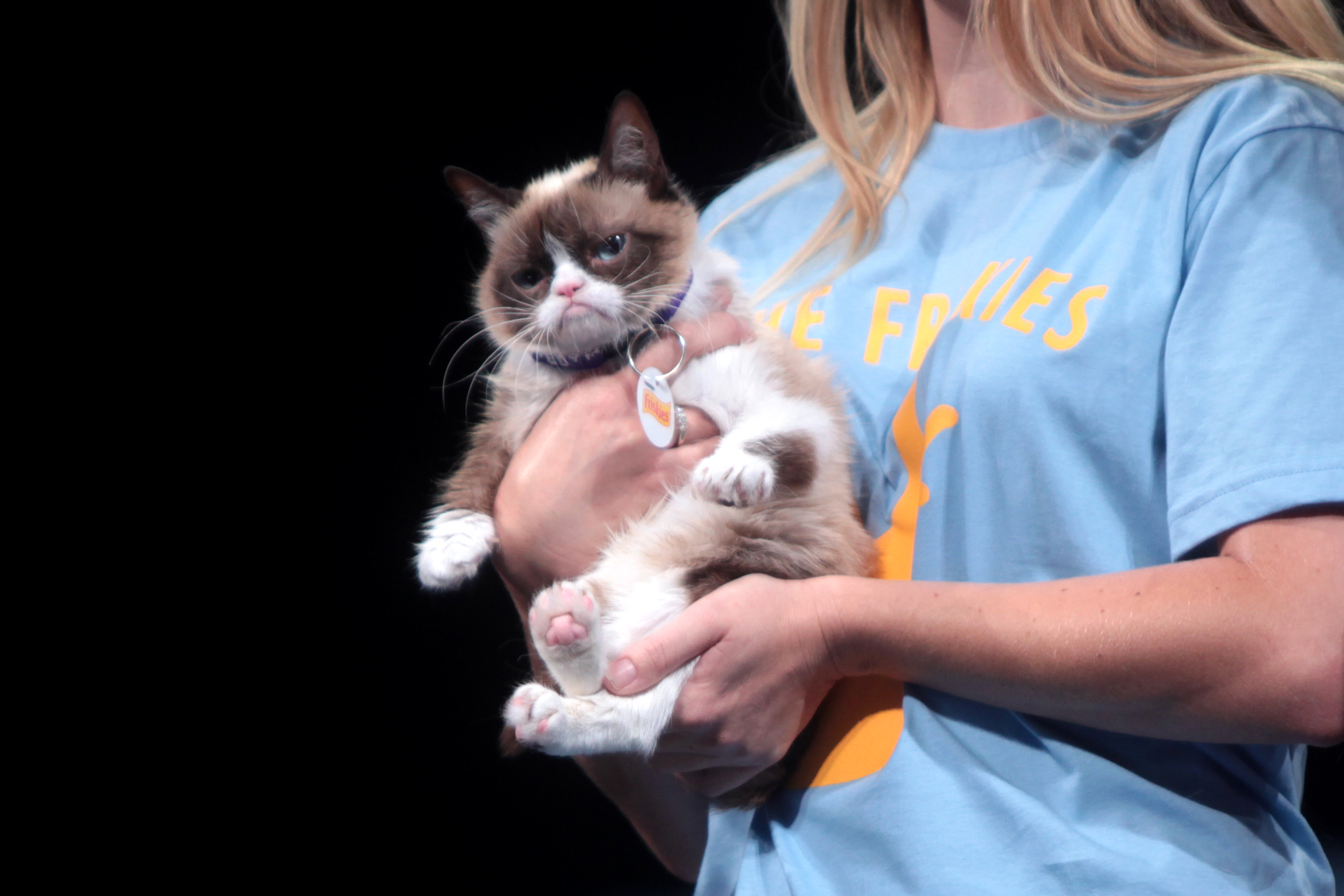
Fotos do Grumpy Cat são frequentemente encontradas na forma de memes

Os hebreus acreditavam que o gato teria sido criado por Deus dentro da Arca, quando Noé, preocupado com a proliferação dos ratos que se procriaram excessivamente na embarcação, implorou à Deus para que Ele providenciasse uma solução. Deus então fez com que o leão da Arca espirrasse, e do espirro desse felino, surgiram os gatos domésticos.
Durante a Idade Média, os gatos foram vítimas de inúmeras crueldades, pois algumas pessoas acreditavam que esses animais eram possuídos pelo diabo.
Muito utilizados como animais de estimação, os gatos podem ter efeitos benéficos, a medida em que atuam como animais de companhia, auxiliando no tratamento da depressão em seres humanos. Estudos científicos indicam que existe uma redução em cerca de 30% no risco de ocorrências de infartos nas pessoas que têm gatos como animais de estimação. O provável motivo é que o convívio com esses pequenos felinos seria capaz de minimizar os níveis de estresse, um dos principais responsáveis pelo surgimento de problemas cardiovasculares.

### Mitologia

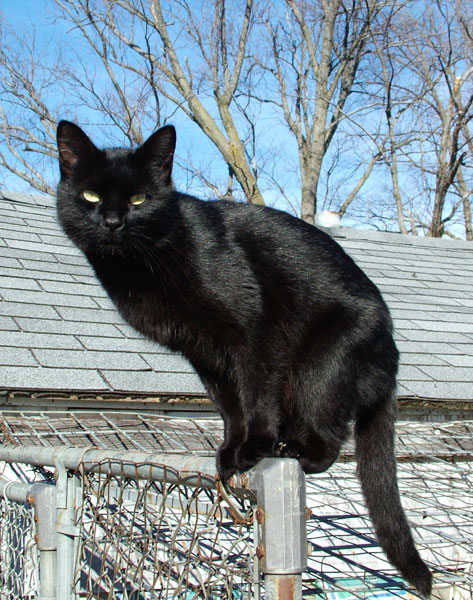
Um gato preto doméstico

De acordo com um mito existente em diversas culturas, os gatos possuem sete ou nove vidas. Esta lenda surgiu em decorrência da habilidade que esses felinos possuem para escapar de situações que envolvam risco à sua vida. Outro fator também responsável por essa crença é que, ao caírem de grandes altitudes, os gatos quase sempre atingem o solo apoiados sobre as quatro patas. Isso ocorre em função de possuírem um apurado senso de equilíbrio, permitindo-lhes girar rapidamente usando a cauda como contrapeso. Quando abandonados em áreas remotas, distantes da sociedade humana, filhotes de gatos podem converter-se ao meio de vida selvagem, passando a caçar pequenos animais para sobreviver. Isso faz com que eles sejam frequentemente vistos como animais resistentes, dotados de várias "vidas". Entretanto, a expectativa de vida de um gato de rua é de apenas 3 anos. Já um gato que seja cuidado por humanos pode superar os 20 anos de idade. Mas, ainda que seja impossível apontar a origem exata dessa lenda, acredita-se que ela esteja ligada à Idade Média, quando se imaginava que as bruxas se associavam aos gatos, principalmente aos pretos. Em 1584, no livro Beware the Cat (Cuidado com o gato), o escritor inglês William Baldwin dizia que "é permitido às bruxas possuírem o corpo do seu gato por nove vezes".
Tecnicamente, os gatos pretos simplesmente consistem em gatos comuns, mas com a coloração da pelagem diferenciada devido à ocorrência de melanismo. A ciência indica que esta característica pode ter papel vantajoso para sobrevivência desses felinos, uma vez que a escuridão da pelagem auxilia na camuflagem, dando maior eficiência às ações furtivas envolvendo a caça. Tal aspecto estimulou a ação da seleção natural, dando uma série de características comportamentais típicas dos felinos de pelagem negra. Estima-se ainda que, devido a tais adaptações genéticas, os gatos pretos sejam mais resistentes a algumas doenças, como a leucemia e a imunodeficiência felina.

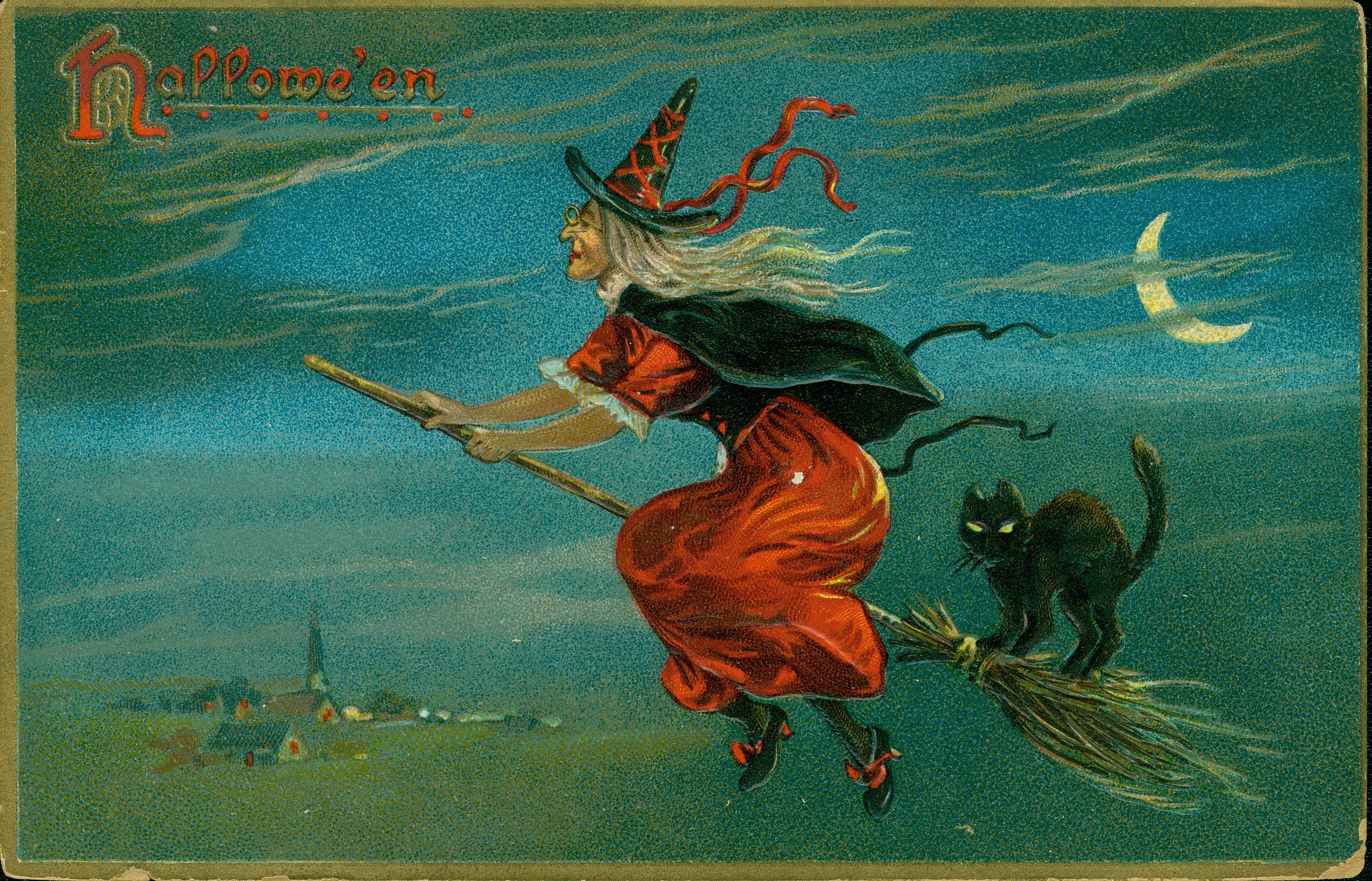
Gato preto numa vassoura voadora com uma bruxa num cartão de Dia das Bruxas

Os gatos pretos estão muito associados à crenças e superstições. Na Idade Média, acreditava-se que os gatos pretos eram bruxas transformadas em animais. Por isso, a tradição diz que cruzar com um gato preto é sinal de mau agouro. Em outras culturas, os gatos dessa cor são reverenciados, estando associados a presença de boa sorte. Os animais de cor preta frequentemente estão presentes em histórias de suspense e terror. Um conto muito popular tratando desse animal é O Gato Preto, de Edgar Allan Poe, onde o autor responsabiliza o animal por uma série de acontecimentos sobrenaturais presentes na narração. Histórias desse tipo acabam levando algumas pessoas a desenvolverem um medo patológico de gatos, que é denominado ailurofobia. Instituições internacionais de proteção aos animais instituíram que no dia 27 de outubro comemora-se o dia do gato preto, data criada com o objetivo de divulgar suas qualidades e estimular a adoção desses felinos, uma vez que estes animais costumam ser menos adotados que os exemplares de outras cores.